# Ernst Thälmann

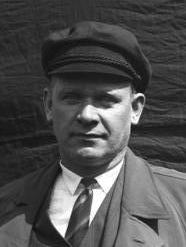
Ernst Thälmann als Kandidat bei der Reichspräsidentenwahl 1932

Ernst Johannes Fritz Thälmann (* 16. April 1886 in Hamburg; † 18. August 1944 im KZ Buchenwald) war ein deutscher Politiker in der Weimarer Republik. Er war von 1925 bis zu seiner Verhaftung im Jahr 1933 Vorsitzender der Kommunistischen Partei Deutschlands (KPD), die er von 1924 bis 1933 im Reichstag vertrat und für die er in den Reichspräsidentenwahlen von 1925 und 1932 kandidierte. Thälmann führte von 1925 bis zum Verbot 1929 den Roten Frontkämpferbund (RFB) an, der als paramilitärische Schutz- und Wehrorganisation der KPD vor allem in Straßenkämpfen mit politischen Gegnern und der Polizei in Erscheinung trat.
Er schloss die in den Statuten der Kommunistischen Internationale vorgesehene Umstrukturierung der KPD als Partei neuen Typus ab. Aufbauend auf die sowjetische Sozialfaschismusthese bekämpfte die KPD, die sich unter Thälmanns Führung zunehmend stalinisierte, die SPD als politischen Hauptfeind innerhalb der Weimarer Republik. Diese Entwicklung ging besonders durch die Folgeleistung der Befehle Stalins durch Thälmann aus. Daraufhin wurden in der KPD wie in der restlichen Komintern der Pluralismus unterdrückt und Mitglieder wie Funktionäre aus der Partei gedrängt oder ausgeschlossen.
Thälmann wurde am 3. März 1933, zwei Tage vor der Reichstagswahl März 1933 und wenige Tage nach dem Reichstagsbrand, verhaftet. Er wurde im August 1944, nach über elf Jahren Einzelhaft, auf direkten Befehl Adolf Hitlers erschossen.

## Leben

### Herkunft
Ernst Thälmann wurde im April 1886 in Hamburg geboren. Er war das erste Kind des Knechts Johannes „Jan“ Thälmann (* 11. April 1857; † 31. Oktober 1933) und dessen Ehefrau Maria Magdalena, geborene Kohpeiss (* 8. November 1857; † 9. März 1927). Seine jüngere Schwester war Frieda Thälmann (* 4. April 1887; † 8. Juli 1967). Die parteilosen Eltern heirateten 1884 in Hamburg. Dort war Johannes Thälmann als Speditionskutscher tätig.
Nach Ernsts Geburt übernahmen die Eltern als Fleegenwirte eine Kellerwirtschaft am Alten Wall 68 in der Hamburger Altstadt, zwischen Hafen und Rathaus. Im März 1892 wurden sie wegen Hehlerei zu zwei Jahren Zuchthaus verurteilt, weil sie entwendete Waren gekauft oder für Schulden in Zahlung genommen hatten. Die Kinder Ernst und Frieda wurden in unterschiedliche Familien zur Pflege gegeben. Die Eltern wurden vorzeitig aus der Haft entlassen; die Mutter im Mai 1893 und der Vater im Oktober.

### Jugend

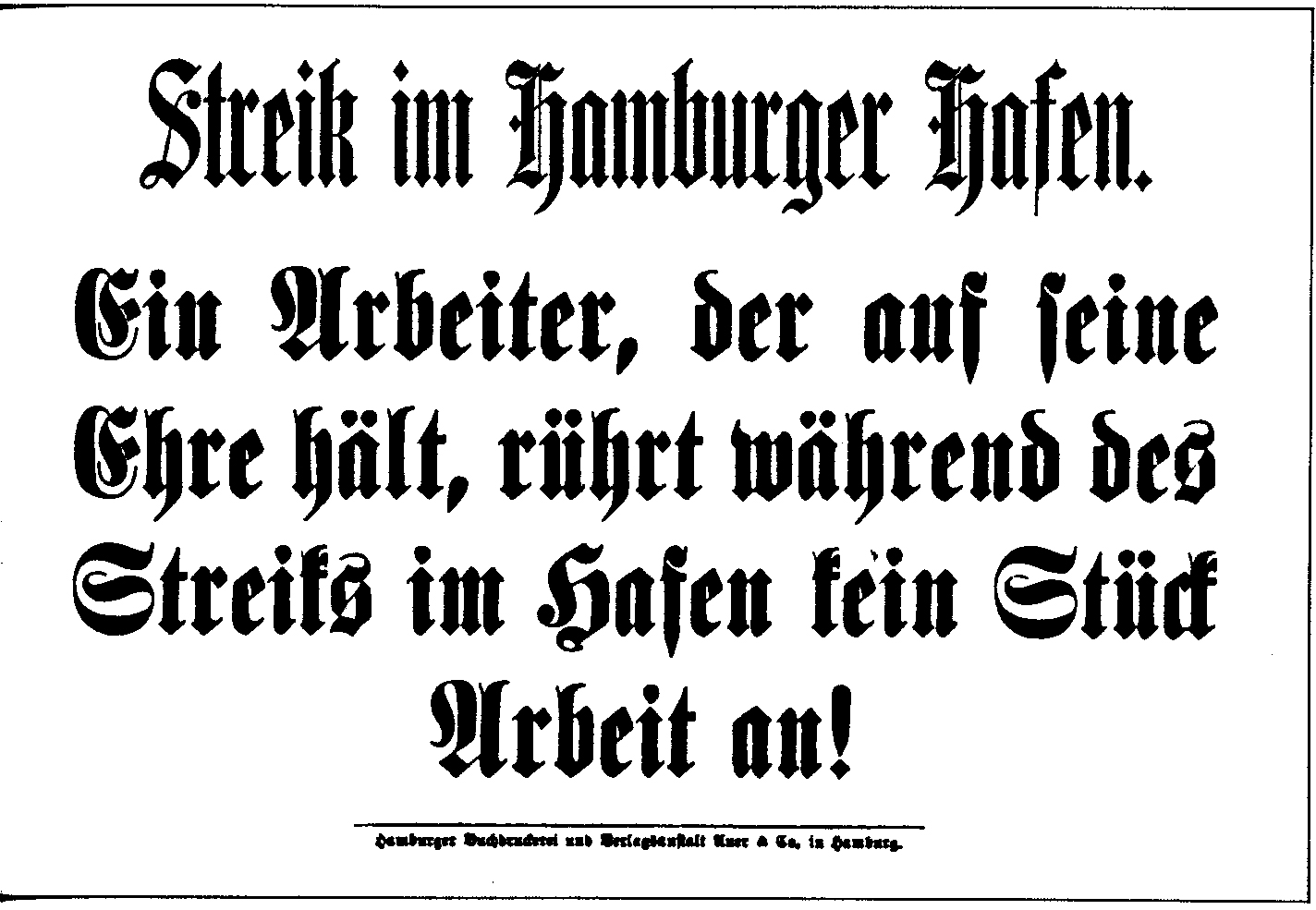
Streikaufruf für den Hamburger Hafenarbeiterstreik in Form eines Handzettels

In den Jahren 1893 bis 1900 besuchte Thälmann die Volksschule. 1895 eröffneten seine Eltern ein kleines Gemüse-, Steinkohlen- und Fuhrwerksgeschäft Ecke Wandsbeker Chaussee/Friedenstraße, später direkt in der Wandsbeker Chaussee, in Hamburg-Eilbek. In diesem Geschäft musste Thälmann nach der Schule aushelfen. Sein Wunsch, Lehrer zu werden oder ein Handwerk zu erlernen, erfüllte sich nicht, weil seine Eltern ihm die Finanzierung verweigerten. Er musste daher weiter im Kleinbetrieb seines Vaters arbeiten, was ihm, nach eigenen Aussagen, großen Kummer bereitete. Durch das frühzeitige „Schuften“ im elterlichen Betrieb kam es zu vielen Auseinandersetzungen mit seinen Eltern. Thälmann wollte für seine Arbeit einen richtigen Lohn und nicht nur ein Taschengeld. Darum suchte er sich eine Arbeit als „Ungelernter“ im Hafen. Hier kam Thälmann bereits als Zehnjähriger mit den Hafenarbeitern beim Hamburger Hafenarbeiterstreik vom November 1896 bis Februar 1897 in Kontakt. Der Arbeitskampf wurde von allen Beteiligten erbittert geführt. Er selbst schrieb 1936 aus dem Gefängnis an seine Tochter, dass „der große Hafenarbeiterstreik in Hamburg vor dem Kriege, […] der erste sozialpolitische Kampf“ gewesen sei, „der sich für immer in […] (sein) Herz“ eingeprägt habe.

Gewerkschaftsbuch Ernst Thälmanns von 1904

Anfang 1902 verließ Thälmann im Streit das Elternhaus und kam zunächst in einem Obdachlosenasyl unter, später in einer Kellerwohnung. Am 15. Mai 1903 wurde er Mitglied der SPD. Am 1. Februar 1904 trat er dem Zentralverband der Handels-, Transport- und Verkehrsarbeiter Deutschlands bei, in dem er zum Vorsitzenden der Abteilung Fuhrleute aufstieg. 1906 wurde er zum Militär eingezogen, aber nach einem Jahr als „unbrauchbar“ entlassen. 1907 arbeitete er als Heizer auf dem Transatlantik-Dampfer Amerika und war später für kurze Zeit als Landarbeiter in der Nähe von New York tätig. Nach seiner Rückkehr nach Hamburg arbeitete er als Speicherarbeiter, Schauermann und Kutscher für eine Wäscherei.

### Erster Weltkrieg
Im Januar 1915 wurde Thälmann zur Teilnahme am Ersten Weltkrieg ins Ersatz-Bataillon des Lauenburgischen Fußartillerie-Regiments Nr. 20 eingezogen und kam nach dreimonatiger Ausbildung an die Westfront, an der er bis zum Kriegsende als Kanonier kämpfte. Zweimal kam er nach Verwundungen in verschiedene Lazarette: Im September 1916 kam es laut Eintragung in seinen Militärpass zu einer „Quetschung beider Beine und der linken Schulter durch Einsturz des Geschützstandes infolge Volltreffers“, die er im nachfolgenden September und Oktober in Köln auskurierte. Ein Jahr später im September 1917 erkrankte er an einer Magen-Darm-Entzündung, von der er im Oktober/November in Bayreuth genas.
Thälmann selbst gab an, an folgenden Schlachten und Gefechten teilgenommen zu haben:
- Schlacht in der Champagne, 1915–1916
- Schlacht an der Somme, 1916
- Schlacht bei Arras, 1917
- Schlacht an der Aisne, 1917
- Schlacht von Cambrai, 1917
- Schlacht von Soissons, 1918

Er erhielt im Krieg mehrere Auszeichnungen:
- Eisernes Kreuz II. Klasse[15]
- Hanseatenkreuz[16]
- Verwundetenabzeichen[5]

Wenige Tage vor Beginn seines Kriegsdienstes heiratete Thälmann am 13. Januar 1915 die Plätterin Rosa Koch. Aus dieser Ehe ging die spätere Funktionärin des Demokratischen Frauenbund Deutschlands Irma Thälmann als Tochter hervor.

### Novemberrevolution
Am 9. November 1918 verließ Thälmann gemeinsam mit vier befreundeten Soldaten die Front, nachdem zwei Tage zuvor das Waffenstillstandsangebot bekanntgemacht worden war, und trat seinen Heimweg nach Hamburg an. Er erreichte die Stadt am 11. November und beteiligte sich am Aufbau des dortigen Arbeiter- und Soldatenrates. Er trat der USPD bei und wurde von der Parteileitung als Referent für Partei- oder öffentliche Versammlungen eingesetzt. Seinen Lebensunterhalt verdiente er zu dieser Zeit mit der Aushilfe bei seinem Vater oder auch als Notstandsarbeiter im Hamburger Stadtpark. Die USPD nominierte Thälmann als einen ihrer zwölf Kandidaten im 37. Wahlkreis (Hamburg, Bremen, Stade) für die Wahlen zur Weimarer Nationalversammlung. Nach der Niederschlagung des Januaraufstands in Berlin und der Ermordung von Rosa Luxemburg und Karl Liebknecht bedrohten rechte Freikorps die Bremer Räterepublik. Im Hamburger Arbeiter- und Soldatenrat wurde daher „die Bewaffnung der Hamburger Arbeiterschaft innerhalb 48 Stunden“ und „die Unterstützung Bremens mit allen militärischen Mitteln“ gefordert. Eine zeitnahe bewaffnete Unterstützung der nahen Räterepublik mit Beständen aus Polizeigebäuden und Kasernen unter der Beteiligung Thälmanns schlug jedoch fehl.
Bei der vom Hamburger Arbeiter- und Soldatenrat angesetzten Neuwahl der Hamburgischen Bürgerschaft am 16. März 1919 erhielt die USPD in freier und gleicher Wahl 42.852 Stimmen (8,1 Prozent) und zog mit Thälmann und zwölf weiteren Abgeordneten seiner Partei in die Bürgerschaft ein; die SPD errang die absolute Mehrheit (50,5 Prozent). Mit der konstituierenden Sitzung der Bürgerschaft am 26. März löste sich der Arbeiter- und Soldatenrat auf. Thälmann blieb bis zu seiner Verhaftung durch die Nationalsozialisten 1933 Mitglied der Bürgerschaft. Am 11. Mai 1919 wurde er zum Ersten Vorsitzenden der Ortsgruppe Hamburg der USPD gewählt. Im gleichen Monat trat er auf Vorschlag des sozialdemokratischen Bürgerschaftsabgeordneten und Vorsitzenden des Hamburger Arbeitsamts Emil Hüffmeier eine Anstellung im selbigen Amt an. Beide Politiker kannten sich aus der gemeinsamen gewerkschaftlichen Arbeit. Auf einem außerordentlichen Parteitag der Gesamt-USPD in Halle vom 12. bis zum 17. Oktober 1920 wurde mit großer Mehrheit eine Resolution angenommen, die den sofortigen Anschluss der Partei an die Kommunistische Internationale (Komintern) und die Vereinigung mit der KPD forderte. Ein gemeinsamer Parteitag von USPD und KPD vom 4. bis zum 7. Dezember schloss den Vereinigungsprozess zur Vereinigte Kommunistische Partei Deutschlands (VKPD) ab. Unter dem Vorsitz Thälmanns, der die Vereinigung befürwortete, schlossen sich 98 Prozent der Hamburger USPD-Mitglieder der VKPD an. Die verbleibenden Teile der USPD schlossen sich 1922 der MSPD sowie 1931 der SAPD an.
Thälmann blieb auch in der VKPD Vorsitzender der Hamburger Ortsgruppe und war Mitglied der Bezirksleitung Waterkant. Nach der Bürgerschaftswahl vom 20. Februar 1921 stieg Thälmann zum Vorsitzenden der VKPD-Fraktion in der Hamburgischen Bürgerschaft auf. Er nahm ab 22. Juni 1921 als Delegierter am III. Weltkongress der Komintern in Moskau teil, auf dem er unter anderem Lenin kennenlernte. Der Weltkongress fand nach den für die VKPD und andere linke Kräfte gescheiterten Märzkämpfen in Mitteldeutschland statt, in deren Nachfolge die Partei zwei Drittel ihrer 450.000 Mitglieder sowie eine Reihe einflussreicher Funktionäre wie ihren Parteivorsitzenden Paul Levi verlor. Thälmann verlor in diesem Zusammenhang am 29. März 1921 seine Anstellung beim Arbeitsamt, nachdem er unerlaubt seinem Arbeitsplatz ferngeblieben war, um einem Aufruf der VKPD zu den Waffen zu folgen und sich den Märzkämpfen anzuschließen. Die VKPD-Delegation um Thälmann agierte auf dem Weltkongress auf der Basis der Offensivtheorie, die die revolutionäre Eroberung der Macht im Staat und die Bekämpfung der Sozialdemokratie beinhaltete. Zusammen mit den österreichischen und italienischen Delegationen wurde erfolglos versucht, Änderungen im Leitantrag des Kongresses zu Thesen über die Taktik der Komintern durchzusetzen. Diese sollten die Kritik an der Offensivtheorie, an den begangenen Fehlern in den Märzkämpfen und an der Forderung zur Gewinnung der Mehrheit der Arbeiterklasse abschwächen. Die Annahme der Thesen durch den Weltkongress bedeutete die Hinwendung zur Theorie der Einheitsfront, die die (V)KPD unter der Losung „Heran an die Massen!“ aufgriff.

### Sprengstoffanschlag

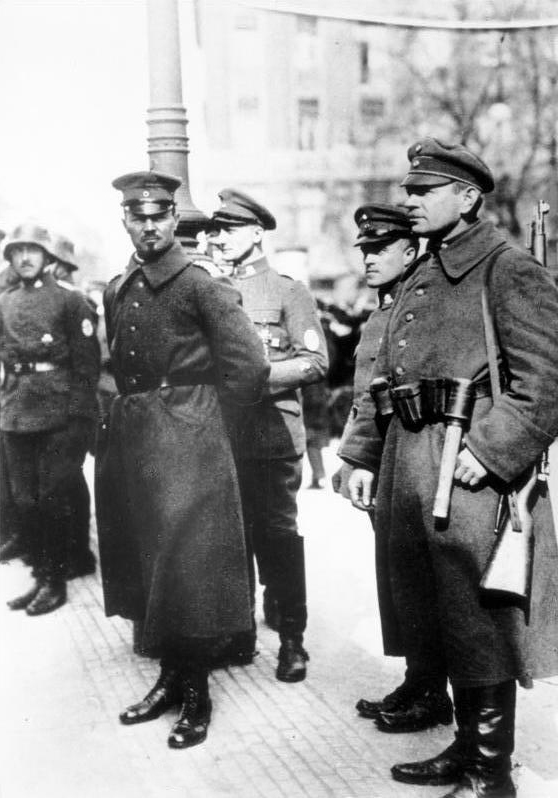
Hermann Ehrhardt, Führer der Organisation Consul, als Teilnehmer des Kapp-Putsches in Berlin, 1920

Im Juni 1922 wurden vermehrt Sprengstoffanschläge in Hamburg verübt, beginnend mit der versuchten Sprengung des Denkmals für die Gefallenen der Revolutionsjahre 1918–1920 auf dem Friedhof von Ohlsdorf. In der gleichen Nacht explodierte am Schaufenster der kommunistischen Hamburger Volkszeitung ein Sprengsatz, der die Auslage im Fenster und dadurch das Haus an der Börsenbrücke in Brand setzte. Am 3. und am 13. Juni detonierten Sprengsätze vor einer kommunistischen Buchhandlung in der Admiralitätstraße. Parallel kam es in Kassel am 4. Juni zu einem Blausäure-Anschlag auf den ehemaligen Reichsministerpräsidenten Philipp Scheidemann. In Hamburg kam es am 16. Juni erneut zu einem Brand bei der Volkszeitung, und am 22. Juni wurden vor dem Haus der Freideutschen Jugend in der Johnsallee vier Bomben deponiert, von denen eine explodierte.
Auf Thälmanns Parterrewohnung in der Hamburger Siemssenstraße wurde in der Nacht vom 17. auf den 18. Juni 1922 ein Sprengstoffanschlag verübt. Eine mit Zeitzünder am Fenster der Wohnung angebrachte Handgranate explodierte, bei einer zweiten versagte die Zündung. Thälmann selbst war nicht anwesend, seine Familie überlebte unverletzt, weil sie sich in einem anderen Teil der Wohnung aufgehalten hatte, so dass nur Sachschaden entstand. Nachdem bereits ein Jahr zuvor Matthias Erzberger als vermeintlicher Erfüllungspolitiker ermordet worden war, wurde am 24. Juni Walther Rathenau erschossen. Die Täter konnten schnell mit der extrem rechten Organisation Consul in Verbindung gebracht werden. Auch die Anschläge in Hamburg konnten nach Hausdurchsuchungen der „Sprengkolonne Warnecke“ aus Mitgliedern der Organisation Consul zugeordnet werden.
Mitte Juli 1922 trat als Folge des rechten Terrors in der ganzen Weimarer Republik das Gesetz zum Schutz der Republik in Kraft. Allein in Hamburg wurden 24 rechte Organisationen verboten, darunter die Hamburger Ortsgruppe der NSDAP, der Verbindungen zur Tätergruppe der Sprengstoffanschläge nachgewiesen werden konnten. 25 Personen aus der „Sprengkolonne Warnecke“ und deren Umfeld wurden mit geringen Strafen rechtlich belangt.

### Verhaftung, Gefangenschaft und Ermordung

#### Verhaftung in Berlin
Am Nachmittag des 3. März 1933 nahmen acht Beamte des Polizeireviers 121 Thälmann zusammen mit seinem persönlichen Sekretär Werner Hirsch in der Wohnung der KPD-Mitglieder Hans und Martha Kluczynski in Berlin-Charlottenburg (Lützower Straße 9, heute Alt-Lietzow 11) fest. Dass Thälmann die Wohnung des Ehepaares seit 1923 häufig und nun wieder seit Weihnachten 1932 benutzt hatte, war in der Nachbarschaft bekannt. Als nach der Machtergreifung die staatliche Verfolgung bekannter Kommunisten begann, erreichten die Polizei ab Februar 1933 mehrere entsprechende Meldungen, die jedoch unter hunderten anderen unbeachtet blieben. Erst das Insistieren Hermann Hilliges, eines Nachbarn der Kluczynskis in einer Kleingartenkolonie in Berlin-Gatow, führte am 3. März zur Verhaftung. Thälmann hatte am 27. Februar eine Sitzung des Politbüros in einem Lokal in der Lichtenberger Gudrunstraße geleitet und war nach seiner Rückkehr über den Reichstagsbrand und die schlagartig einsetzenden Massenverhaftungen kommunistischer Funktionäre informiert worden. In den nächsten Tagen verließ er die Wohnung nicht mehr und stand nur noch über Mittelsmänner mit der restlichen Parteiführung in Verbindung. Seinen für den 3. März geplanten Umzug in ein vom AM-Apparat vorbereitetes illegales Quartier, ein Forsthaus bei Wendisch Buchholz, hatte Thälmann bis in den Nachmittag hinein verzögert, weil er einen Kurier des Exekutivkomitees der Kommunistischen Internationale (EKKI) erwartete.:366 f. Thälmanns Festnahme war rechtswidrig, da seine nach Artikel 40a der Reichsverfassung als Mitglied des Ausschusses zur Wahrung der Rechte der Volksvertretung gewährleistete Immunität auch durch die Reichstagsbrandverordnung nicht aufgehoben worden war. Erst am 6. März stellte ein Berliner Staatsanwalt „im Interesse der öffentlichen Sicherheit“ einen – formell ebenfalls rechtswidrigen – Haftbefehl aus, der dann rückdatiert wurde.:683
Einige Ungereimtheiten im Zusammenhang mit der die KPD stark verunsichernden Festnahme Thälmanns waren nach 1933 Gegenstand von parteiinternen Untersuchungen. Zu diesen zählte etwa, dass Thälmann trotz der offenen Verfolgung der Partei wochenlang ein und dieselbe, für eine derartige Situation nicht vorgesehene Wohnung genutzt hatte, vor allem aber der erstaunliche Umstand, dass weder das Gebäude noch die Wohnung selbst von Angehörigen des Parteiselbstschutzes gesichert worden war.:718 Dadurch gerieten nach einigen Stunden ebenso Erich Birkenhauer, Thälmanns politischer Sekretär, und Alfred Kattner, der persönliche Kurier des Parteichefs, in Gewahrsam der Polizei. Bei den parteiinternen Ermittlungen geriet insbesondere Hans Kippenberger ins Zwielicht, der als Leiter des AM-Apparats die Verantwortung für die Sicherheit des Parteichefs trug und mit Blick auf die Ereignisse des 3. März auch ausdrücklich übernahm („eine Katastrophe und eine Schande vor der ganzen Internationale“).:371 In den folgenden Jahren kam es dennoch wiederholt zu Vertuschungsversuchen und gegenseitigen Verdächtigungen der mittel- und unmittelbar beteiligten Personen, die noch durch gezielte Desinformationsmaßnahmen und vor allem durch weitere Verhaftungserfolge der Gestapo angeheizt wurden.:370:718 Dieser war es gelungen, Kattner in der Haft als Informanten zu gewinnen und mit dessen Hilfe am 9. November 1933 den Thälmann-Nachfolger John Schehr sowie am 18. Dezember auch Hermann Dünow, der Kippenberger abgelöst hatte, festzunehmen. Kattner, dem von der Gestapo obendrein eine tragende Rolle im geplanten Prozess gegen Thälmann zugedacht worden war, wurde am 1. Februar 1934 in Nowawes von Hans Schwarz, einem Mitarbeiter des AM-Apparats, erschossen.:733 Birkenhauer, dem Thälmann die Schuld an der Verzögerung seines Quartierwechsels und damit an seiner Festnahme gegeben hatte,:368 f. und Kippenberger wurden im sowjetischen Exil hingerichtet, Hirsch starb in sowjetischer Haft.
In Haft bestätigte Thälmann nach der Reichstagswahl am 5. März seine Wahl zum Reichstagsabgeordneten. Der KPD-Rechtsexperte Felix Halle schlussfolgerte daraus die Verfassungswidrigkeit der Festnahme, weil Thälmann als Abgeordneter über Immunität verfügte.:29 Erst mit dem Ermächtigungsgesetz vom 24. März 1933 wurden den kommunistischen Abgeordneten zum Monatsende ihre Mandate und damit ihre Immunität aberkannt. Die NS-Justiz plante zunächst, Thälmann wegen Hochverrats vor Gericht zu stellen. Hierfür sammelte sie intensiv belastendes Material, das die behauptete „Putschabsicht“ der KPD beweisen sollte. Ende Mai 1933 wurde Thälmanns „Schutzhaft“ aufgehoben und eine formelle Untersuchungshaft angeordnet. In diesem Zusammenhang wurde er vom Polizeipräsidium am Alexanderplatz in die Untersuchungshaftanstalt Moabit verlegt. Dieser Ortswechsel durchkreuzte den ersten einer Reihe von unterschiedlich konkreten Plänen, Thälmann zu befreien.:722
Thälmann wurde 1933 und 1934 mehrfach von der Gestapo in deren Zentrale in der Prinz-Albrecht-Straße verhört und dabei auch misshandelt. Bei einem Verhör am 8. Januar schlug der Kriminalkommissaranwärter und SA-Standartenführer Karl Belding ihm vier Zähne aus und traktierte ihn anschließend mit einer Nilpferdpeitsche. Am 19. Januar suchte Hermann Göring den zerschundenen Thälmann auf und ordnete seine Rückverlegung in das Untersuchungsgefängnis Moabit an.:731 f. Die in dieser Phase entstandenen Verhörprotokolle wurden bis heute nicht aufgefunden und gelten als verloren. Thälmann blieb unterdessen lange ohne Rechtsbeistand; der jüdische Anwalt Friedrich Roetter, der sich seiner angenommen hatte, wurde nach kurzer Zeit aus der Anwaltschaft ausgeschlossen und selbst in Haft genommen. 1934 übernahmen die Rechtsanwälte Fritz Ludwig, ein NSDAP-Mitglied, und Helmut R. Külz die Verteidigung Thälmanns. Thälmann vertraute vor allem Ludwig sehr, der für ihn Kassiber aus der Zelle bzw. Zeitungen und Bücher in die Zelle schmuggelte sowie die als Geheime Reichssache deklarierte Anklageschrift an Unterstützer im Ausland weiterleitete. Über die Anwälte – daneben auch über Rosa Thälmann – lief ein Großteil der verdeckten Kommunikation zwischen Thälmann und der KPD-Führung. Mit Rücksicht auf das Ausland, vor allem aber, weil die Beweisabsicht der Staatsanwaltschaft erkennbar wenig gerichtsfest war und ein mit dem Reichstagsbrandprozess vergleichbares Desaster vermieden werden sollte, einigten sich die beteiligten Behörden im Laufe des Jahres 1935, von einer „justizmäßigen Erledigung“ Thälmanns Abstand zu nehmen. Mitte 1935 wurde Felix Halle, seit 1921 der Rechtsberater der KPD, in die Verteidigung Thälmanns miteinbezogen und stellte fest, dass dafür nicht genügend Geld zur Verfügung stand. Am 1. November 1935 hob der II. Senat des Volksgerichtshofes die Untersuchungshaft auf (ohne das Verfahren einzustellen) und überstellte Thälmann gleichzeitig als „Schutzhäftling“ an die Gestapo.
1935/1936 erreichte die internationale Protestbewegung gegen die Inhaftierung Thälmanns einen Höhepunkt. Zu seinem 50. Geburtstag am 16. April 1936 bekam er Glückwünsche aus der ganzen Welt, darunter von Maxim Gorki, Heinrich Mann, Martin Andersen Nexø und Romain Rolland. Im Juli 1936 begann der Spanische Bürgerkrieg. Die XI. Internationale Brigade und ein ihr untergliedertes Bataillon benannten sich nach Ernst Thälmann.

#### Gefängnis und Zuchthaus
1937 wurde Thälmann als „Schutzhäftling“ von Berlin in das Gerichtsgefängnis Hannover überführt. Dort bekam er später eine größere Zelle, in der er Besuch empfangen konnte. Dies war ein Vorwand, um ihn in der Zelle abzuhören. Allerdings wurde ihm die Information über das heimliche Abhören zugespielt. Um sich dennoch frei „unterhalten“ zu können, nutzten er und seine Besucher kleine Schreibtafeln und Kreide.
Als Deutschland und die Sowjetunion 1939 ihre Beziehungen mit den Verhandlungen zum Hitler-Stalin-Pakt verbessert hatten, setzte sich die sowjetische Führung um Stalin offenbar nicht für Thälmanns Freilassung ein. Georgi Dimitroff hielt als Generalsekretär der Komintern in seinem Tagebuch wenige Wochen vor dem deutschen Angriff auf die Sowjetunion fest, dass der sowjetische Außenminister Molotow nicht gewillt sei, etwas zur Freilassung Thälmanns zu unternehmen, weil „gegen den Deutschen weiterhin eine nichtfeindliche Politik“ betrieben werde. Nach dem Beginn der Schlacht um Moskau im Oktober 1941 zitiert Dimitroff Stalin, dass dieser auf Grundlage der Briefe Thälmanns aus der Haft davon ausgehe, dass der einstige KPD-Vorsitzende unter dem „Einfluß der faschistischen Ideologie“ stehe und „kein prinzipientreuer Marxist“ sei. In diesem Zusammenhang stellte Stalin die Behauptung auf, dass die Nationalsozialisten Thälmann nicht umbringen würden, um „ihn sich bei Bedarf als vernünftigen Kommunisten zunutze machen zu können“. Mit der Befreiung seiner Familie durch die Rote Armee im Jahr 1945 erfuhren die Angehörigen, dass Thälmanns Rivale Walter Ulbricht alle ihre Bitten ignoriert und nicht für die Befreiung Thälmanns Position bezogen hatte.
Anfang 1944 schrieb Ernst Thälmann in der Justizvollzugsanstalt Bautzen Antwort auf die Briefe eines Kerkergenossen. Nach Recherchen des Historikers Egon Grübel war Thälmanns Briefpartner dabei mitnichten ein junger Genosse, sondern ein jugendlicher Raubmörder namens Hans-Joachim Lehmann, dem möglicherweise sogar die Gestapo die Feder führte. Lehmann verschwand in der Zeit der Deutschen Demokratischen Republik (DDR) spurlos, nachdem er sich der Führung der Sozialistischen Einheitspartei Deutschlands (SED) sowie Thälmanns Familie offenbart hatte. Seine Briefe wurden in den Veröffentlichungen der SED „bis zur Unkenntlichkeit“ redigiert.

#### Ermordung in Buchenwald

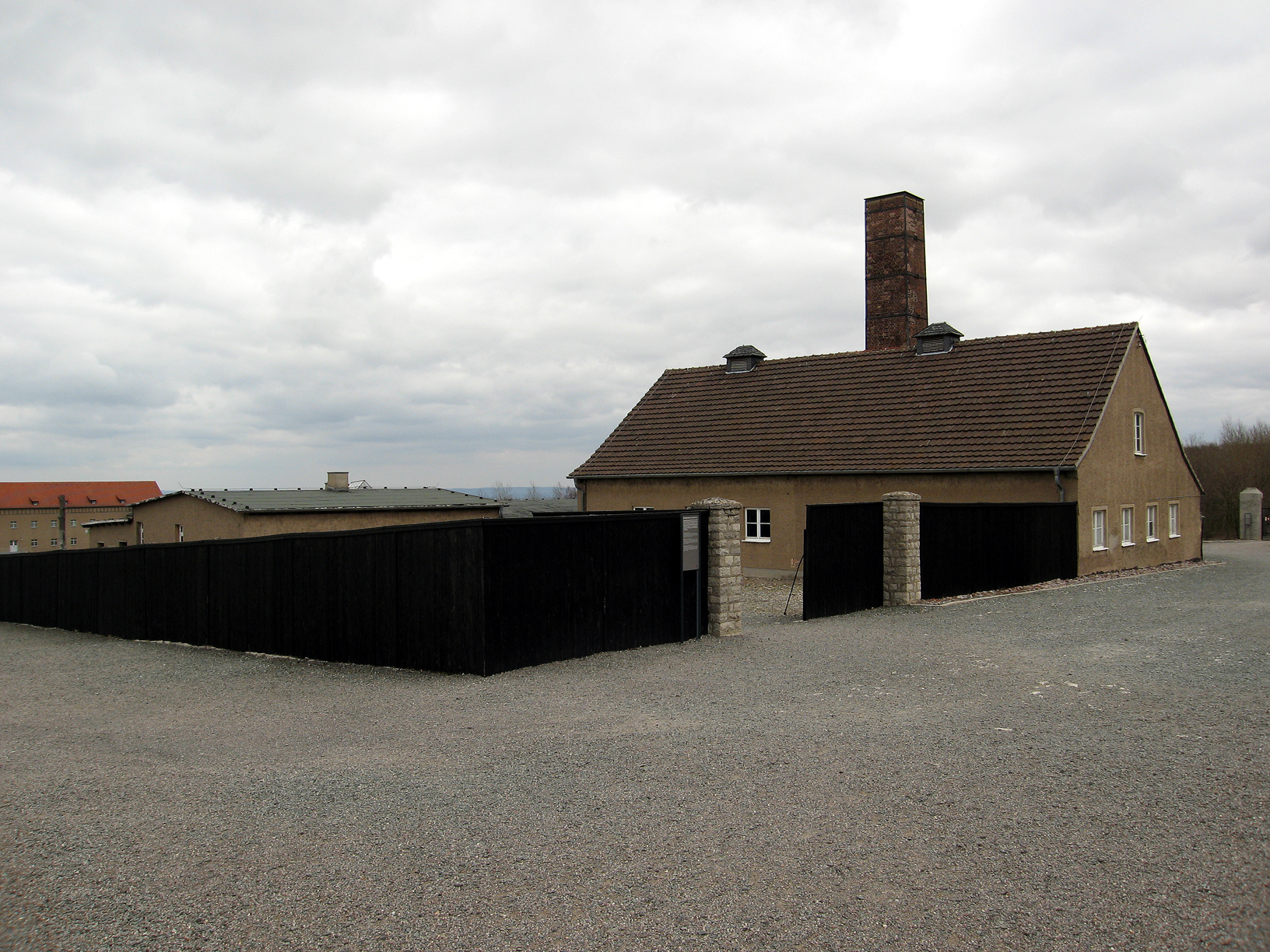
Krematorium des ehemaligen KZ Buchenwald, 2006

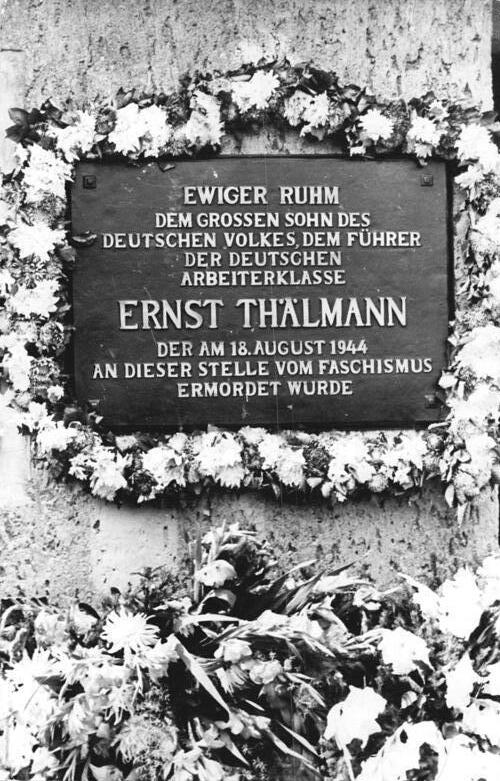
Gedenktafel im Hof des Krematoriums des ehemaligen KZ Buchenwald, 1953

Die genauen Umstände von Thälmanns Tod konnten bisher nicht umfassend aufgeklärt werden und sind in der Forschung umstritten, doch gehen die Mehrheit der Wissenschaft sowie die Gedenkstätte des KZ Buchenwald vom 18. August 1944 als Todesdatum aus. Thälmanns Hinrichtung steht dabei im Zusammenhang mit der Aktion Gitter und der nationalsozialistischen Repressionen gegen Regimegegner nach dem fehlgeschlagenen Attentat vom 20. Juli 1944. Am 14. August 1944 traf der Reichsführer SS Heinrich Himmler mit Adolf Hitler in seinem Hauptquartier in Ostpreußen zusammen. In einem überlieferten Zettel Himmlers zum Gesprächsinhalt des Treffens ist neben einigen Namen aus dem Verschwörerkreis des 20. Juli als letzter Punkt 12. Thälmann mit der handschriftlichen Ergänzung ist zu exekutieren vermerkt. Im Urteil des Landgerichts Krefeld von 1986 zur Ermordung Thälmanns wurde festgehalten, dass der SS-Stabsscharführer Wolfgang Otto als „rechte Hand des Lagerkommandanten“ Hermann Pister telefonisch oder per Fernschreiben vorab am Nachmittag oder Abend des 17. Augusts die Ankündigung des Reichssicherheitshauptamtes erhielt, dass ein wichtiger Häftling eintreffen werde, der im Lager zu exekutieren und sofort zu verbrennen sei; dieses Urteil hob der Bundesgerichtshof 1987 mit seiner eigenen Beweiswürdigung auf.
Gemäß rekonstruiertem Tathergang brachten am 17. August 1944 zwei Gestapobeamte Thälmann aus dem Zuchthaus Bautzen ins KZ Buchenwald, das die Geheimpolizei häufig als verdeckten Hinrichtungsort nutzte. Hier sollen sie Thälmann ohne Gerichtsverfahren am frühen Morgen des 18. Augusts in einem Heizungskeller nahe dem Krematorium erschossen und seine Leiche im Anschluss sofort verbrannt haben. So berichten Zeugen, dass am Nachmittag des 17. Augusts auf Befehl sofort ein Verbrennungsofen anzuheizen war und die Asche nach der Verbrennung dunkel gewesen sei, was auf eine Verbrennung mit Kleidung zurückzuführen wäre. Der polnische Häftling Marian Zgoda soll die Tat sogar – versteckt hinter einem Schlackehaufen – direkt beobachtet haben. Zgoda sagte vor dem Landgericht Krefeld aus, er habe gehört, einer der Schützen habe die Frage eines anderen bejaht, ob es sich bei dem Erschossenen um Thälmann handele. Bei einem der mutmaßlichen Täter sollte es sich dieser Aussage nach um den SS-Stabsscharführer Wolfgang Otto gehandelt haben. Nach einem mehrjährigen Verfahren sprach die Justiz Otto im Jahre 1988 in der Bundesrepublik frei. Auch der SS-Oberscharführer Werner Berger und der SS-Obersturmführer Erich Gust werden mit der Ermordung Thälmanns in Verbindung gebracht. Der Buchenwald-Häftling Walter Hummelsheim schilderte dagegen, Thälmann sei erst vier oder fünf Tage nach dem Luftangriff auf das KZ Buchenwald am 24. August 1944, zusammen mit neun anderen Kommunisten, in der Stallanlage des Lagers erschossen worden. Die dort Ermordeten seien nie in die offiziellen Lagerlisten aufgenommen worden.
Gesichert ist, dass am 14. September die offizielle zentrale Presseagentur des Deutschen Reichs, das Deutsche Nachrichtenbüro, wahrheitswidrig die Meldung verbreitete, dass Thälmann und der ehemalige Vorsitzende der SPD-Reichstagsfraktion Rudolf Breitscheid bei einem alliierten Bombenangriff auf die Umgebung von Weimar am 28. August im Konzentrationslager ums Leben gekommen seien, der u. a. bereits vier Tage früher am 24. August geflogen worden war. Die verschiedensten nationalsozialistischen Organe übernahmen die Meldung wortgleich:

„Durch Terrorbomben getötet!
Bei einem Terrorangriff auf die Umgebung von Weimar am 28. August 1944 wurde auch das Konzentrationslager von zahlreichen Sprengbomben getroffen. Unter den dabei ums Leben gekommenen Häftlingen befinden sich unter anderem die ehemaligen Reichstagsabgeordneten Breitscheid und Thälmann.“

Mit dem Bekanntwerden der Ermordung Thälmanns im Konzentrationslager organisierten kommunistische Häftlinge um den Gewerkschafter Willi Bleicher im Lager eine illegale Gedenkfeier, auf der der ehemalige sächsische Landtagsabgeordnete Robert Siewert die Gedenkrede hielt.
Rosa und Irma Thälmann waren von der Gestapo im April bzw. Mai 1944 ins KZ Ravensbrück bzw. in dessen größtes Außenlager Neubrandenburg verschleppt worden. Ihre Befreiung aus der Haft erfolgte durch die Roten Armee zum Ende des Krieges.

## Politisches Denken und Handeln

### Hamburger Aufstand
Thälmann soll nach Darstellungen der KPD und später der SED Teilnehmer und einer der Organisatoren des Hamburger Aufstandes vom 23. bis 25. Oktober 1923 im Rahmen des Deutschen Oktobers gewesen sein. Der Aufstand scheiterte, und Thälmann musste neben anderen Vertretern der KPD für eine Weile untertauchen. Erich Wollenberg schrieb später in den Schwarzen Protokollen, dass Thälmann weder an den Kämpfen teilnahm, noch diese organisierte, weil er als führender Funktionär der lokalen KPD nichts mit der Tätigkeit des konspirativ und illegal organisierten Militärischen Apparats der KPD zu tun gehabt hätte.
Thälmann urteilte zur zweijährigen Wiederkehr des Beginns des Aufstands in der Berliner Ausgabe des Parteiorgans Die Rote Fahne:

„Unsere Partei als Ganzes war noch viel zu unreif, um diese Fehler der Führung zu verhindern. So scheiterte im Herbst 1923 die Revolution am Fehlen einer ihrer wichtigsten Voraussetzungen: dem Bestehen einer bolschewistischen Partei.“

Das Scheitern des Aufstands wurde vor allem den ehemaligen KPD-Vorsitzenden und „Rechtsabweichlern“ Heinrich Brandler und August Thalheimer vorgeworfen.

### Parteivorsitzender
Ab Februar 1924 war er stellvertretender Vorsitzender und ab Mai Reichstagsabgeordneter der KPD. Unter seiner Führung lehnte die Partei die Kritik Rosa Luxemburgs am Leninismus als Luxemburgismus ab, was sich in der unkritischen Solidarität mit Stalin bemerkbar machte. Die Entwicklung der bolschewistischen Partei in der Sowjetunion, die sich immer mehr auf Stalin und seine gesonderte Interpretation des Kommunismus konzentrierte, machte sich auch unter ihm in der KPD bemerkbar. Das Reichstagsmandat hatte Thälmann bis zum Ende der Weimarer Republik inne. Im Sommer 1924 wurde er auf dem V. Kongress der Komintern in ihr Exekutivkomitee und kurze Zeit später ins Präsidium gewählt. Am 1. Februar 1925 wurde er Vorsitzender des Roten Frontkämpferbundes. Am 1. September des Jahres übernahmen Thälmann und Philipp Dengel de facto die Führung von der entmachteten Ruth Fischer und bildeten zusammen mit Ottomar Geschke das neue Sekretariat. Fischer wurde kurze Zeit später als „ultralinke Abweichlerin“ aus der KPD ausgeschlossen. Im Oktober 1926 unterstützte Thälmann in Hamburg den dortigen Hafenarbeiterstreik. Er sah dies als Ausdruck der Solidarität mit einem englischen Bergarbeiterstreik, der seit dem 1. Mai anhielt und sich (positiv) auf die Konjunktur der Unternehmen im Hamburger Hafen auswirkte. Thälmanns Absicht war, dieses „Streikbrechergeschäft“ von Hamburg aus zu unterbinden. Am 22. März 1927 beteiligte sich Ernst Thälmann an einer Demonstration in Berlin, wo er durch einen streifenden Säbelhieb über dem rechten Auge verletzt wurde. 1928 fuhr Thälmann nach dem Ende des VI. Kongresses der Komintern in Moskau nach Leningrad, wo er zum Ehrenmitglied der Besatzung des Kreuzers Aurora ernannt wurde.

#### Reichspräsidentenwahl 1925

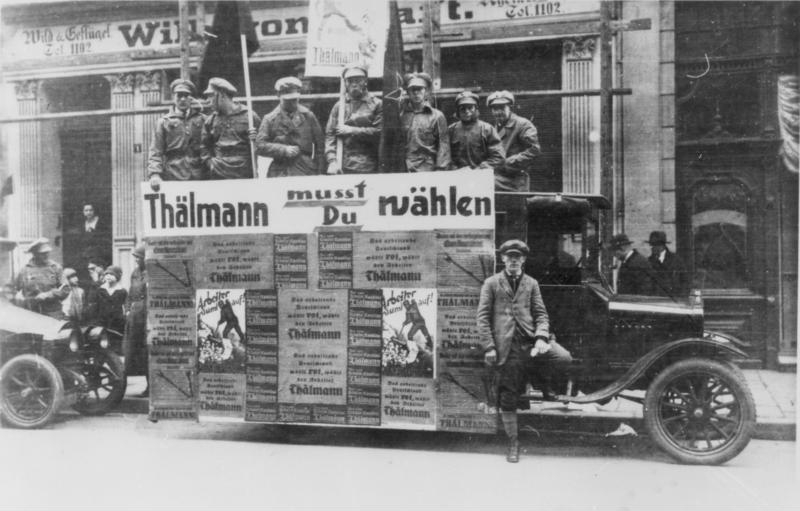
Wahlwerbung der KPD zur Reichspräsidentenwahl 1925 in Essen

Thälmann kandidierte für die KPD bei der Reichspräsidentenwahl 1925 für das Amt des Reichspräsidenten im ersten und zweiten Wahlgang. Nachdem im ersten Wahlgang durch die Zersplitterung des Kandidatenfeldes keiner der Kandidierenden die absolute Mehrheit erreichen konnte, bildete sich um die Weimarer Koalition von SPD, DDP und Zentrum der republikanische „Volksblock“. Im zweiten Wahlgang unterstützte dieser den bereits im ersten Wahlgang kandidierenden Wilhelm Marx. Der ebenfalls nun zusammengeschlossene antirepublikanische „Reichsblock“ zog seine unterschiedlichen Kandidierenden aus dem ersten Wahlgang zurück und stellte als neuen Kandidaten Paul von Hindenburg auf. Thälmann erhielt im ersten Wahlgang mit 1.871.815 Stimmen einen Anteil von 7,0 Prozent der abgegebenen Stimmen. Trotz gegenteiliger Empfehlung des EKKI trat Thälmann auch im zweiten Wahlgang an, in dem die einfache Mehrheit für einen Kandidaten genügte. Er folgte damit einem Beschluss seiner KPD-Zentrale vom 11. April 1925. Die Partei erklärte hierzu öffentlich:

„Es ist nicht die Aufgabe des Proletariats, den geschicktesten Vertreter der Bourgeoisieinteressen auszusuchen, zwischen dem Zivildiktator Marx und dem Militärdiktator Hindenburg das kleinere Übel zu wählen. Wir rufen die Massen auf: Organisiert den Massenkampf gegen die Bourgeoisiediktatoren, gegen Hindenburg und Marx! […] Jeder klassenbewußte Arbeiter stimmt gegen Hindenburg und Marx für Thälmann!“

Der zweite Wahlgang wurde durch von Hindenburg mit 48,3 Prozent gegen Marx mit 45,3 Prozent der Stimmen gewonnen. Thälmann konnte mit 1.931.151 Stimmen sein Ergebnis zwar absolut verbessern, mit den erreichten 6,4 Prozent der Stimmen jedoch nicht relativ. Die Rote Fahne, das Zentralorgan der KPD, deutete den Wahlausgang als „Symbol der Vollendung des Sieges der Bourgeoisie“. Diese habe seit den Revolutionstagen Schritt für Schritt die Macht wiedererlangt. Nach der Nichtbeachtung der Empfehlung des EKKI durch die KPD vor dem zweiten Wahlgang veröffentlichte die „Rote Fahne“ wenige Tage später nach der Einschätzung der KPD zum Wahlergebnis im gleichen Medium einen Aufruf, der die Entscheidung zum erneuten Wahlantritt Thälmanns erklärte:

„In Deutschland droht die monarchistische Gefahr […] Die Kommunisten können nicht auf dem Standpunkt stehen, daß für uns die Frage: Monarchie oder bürgerliche Republik, gleichgültig sei. Die Kommunisten sind in dieser Frage nicht gleichgültig, sondern stellen sich an die Spitze des wirklichen Kampfes gegen die monarchistische Gefahr.“

Die Entscheidung der KPD, im zweiten Wahlgang erneut anzutreten, wurde in der Geschichtsschreibung der SED als von ultralinken und sektiererischen Kräften innerhalb der Partei und deren Führung um Ruth Fischer verantwortet angesehen.

#### Wittorf-Affäre
Bei der Rückkehr vom VI. Weltkongress der Kommunistischen Internationale berichtete Thälmann Wilhelm Florin über die Veruntreuung von Parteigeldern in Höhe von mindestens 1.500 Mark seitens des Politischen Sekretärs des KPD-Bezirks Wasserkante, John Wittorf. Bei dieser Gelegenheit gab er zu, bereits seit Mai von der Unterschlagung gewusst zu haben, sie jedoch verschwiegen zu haben, um Schaden von der Partei im Rahmen der Reichstagswahl 1928 abzuwenden für die Wittorf auch kandidierte. Er hatte seit 1927 seine Funktion im Bezirk Wasserkante inne und war seit dem 11. Parteitag Mitglied im ZK. Willy Presche, Ludwig Riess und John Schehr waren auf die Unterschlagung aufmerksam geworden und baten um ein Gespräch Thälmanns mit Wittorf. Er konnte Wittorf davon überzeugen, Schuldscheine auszustellen und über diese das Geld der Partei zurückzuzahlen.
Am Abend des 26. September 1928 schloss das Zentralkomitee der Partei den Hamburger Wittorf aus der Partei aus und entfernte ihn von allen politischen Ämtern. Die Parteirechte – die Versöhnler – forderte sogar den Ausschluss Thälmanns aus der Partei. Dieser beantragte – den Statuten entsprechend – eine Diskussion im Exekutivkomitee der Kommunistischen Internationale (EKKI) und bekannte sich zu seinen Fehlern in der Wittorf-Affäre. Am Ende der ZK-Sitzung fokussierte man eine öffentliche Parteidiskussion, indem man einen Text über Thälmanns Verfehlungen im Partei-Organ Die Rote Fahne platzierte. In der Druckerei zog man in Erwägung, den Text nicht abzudrucken. Thälmann sollte all seiner Ämter enthoben werden. Er erklärte, sein Parteiamt bis zur endgültigen Klärung des Falles ruhen zu lassen. (Die oft anzutreffende Aussage, Thälmann sei abgesetzt worden, ist unzutreffend.) Weitergehende Anträge waren der Ausschluss von Presche, Ries und Schehr, die Thälmann auf die Unterschlagung Wittorfs hinwiesen, die Einberufung eines Sonderparteitags, die Umformung des Zentralkomitees mit der Einbeziehung von Heinrich Brandler und August Thalheimer in die Parteiarbeit und die Einstellung der Hetze gegen die Rechten in der Partei. Es wurde versucht, die Affäre auszunutzen, um einen Putsch innerhalb der Partei durchzuführen und die Beschlüsse des 11. Parteitags in Essen zu revidieren. Es kam zu Protesten innerhalb der Partei und der Roten Fahne.
Das EKKI setzte Thälmann am 6. Oktober nach einer Intervention Stalins wieder in seine Parteifunktionen ein. Stalin verurteilte die Fraktionsbildung innerhalb der KPD, die Lenin schon in seinem Werk Was tun? kritisiert hatte und die bei den Mitgliedsparteien der KI verboten war, obgleich die Broschüre sich auf die besondere Rolle der Parteien im damaligen zaristischen System konzentrierte, da eine legale Parteiarbeit unmöglich erschien. Des Weiteren wurden die Beschlüsse des Essener Parteitags durch das EKKI bestätigt, der Ausschluss Wittorfs und die fehlerhafte Haltung Thälmanns bestätigt. Dem EKKI-Präsidium lag ein Telegramm vor, das am 5. Oktober Otto Kuusinen zugegangen war. Darin distanzierten sich 25 Mitglieder des deutschen ZKs von dessen am 26. September gefassten Beschluss gegen Thälmann.  Daraufhin kehrte Heinrich Brandler, der bis dahin im Moskauer Ehrenexil weilte, zusammen mit Thalheimer zurück und gründete als kommunistische Gegenspielerin die KPD-O, woraufhin alle Beteiligten aus der KPD ausgeschlossen wurden.
In den nachfolgenden Wochen wurde in den KPD-Bezirken in Sitzungen der Bezirksleitungen und Parteiarbeiterkonferenzen die Resolution der EKKI diskutiert und zur Abstimmung gestellt. Die parteiinterne Abstimmung ergab eine dominierende Majorität in der Partei. Die Affäre samt ihrem Widerhall in der Öffentlichkeit schadete der KPD in ihrer Kampagne für einen Volksentscheid gegen den angestrebten Panzerschiffsbau der SPD-Regierung, den sie in der Opposition zuvor bekämpft hatte.

#### Reichspräsidentenwahl 1932

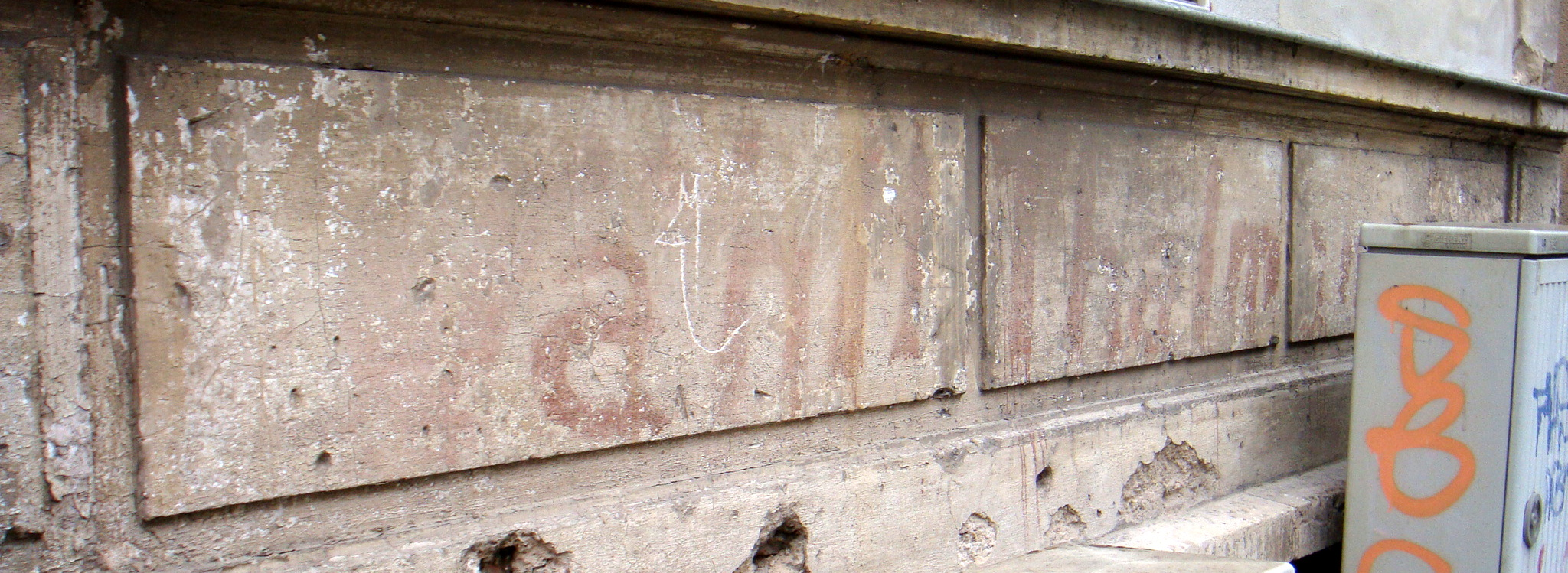
Wahlwerbung „Wählt Thälmann“ zur Reichspräsidentenwahl 1932 an einer Hausfassade in Weimar, 2013

Die Reichspräsidentenwahl von 1932 war die zweite und letzte Reichspräsidentenwahl in der Weimarer Republik, bei der der Reichspräsident direkt vom Volk gewählt wurde und bei der Adolf Hitler als Reichspräsident kandidierte. Für die KPD trat erneut Thälmann an. Sowohl die Parteiführung wie auch die Komintern hofften, dass Thälmann bei der erwarteten Unterstützung der SPD für Hindenburg einen Großteil der SPD-Anhänger für sich gewinnen könnte, weil diese sich weigern würden, den erklärten Monarchisten Hindenburg zu unterstützen. Eine Parole der KPD zur Wahl Thälmanns lautete: „Wer Hindenburg wählt, wählt Hitler, wer Hitler wählt, wählt den Krieg.“ Es gelang der KPD, bei allen weiter bestehenden Vorbehalten, die Unterstützung der kleinen linkssozialistischen Organisationen Sozialistische Arbeiterpartei und Internationaler Sozialistischer Kampfbund für Thälmann zu erreichen. Auch von linken Intellektuellen wie Carl von Ossietzky bekam Thälmann Zustimmung, weil dieser der einzige linke Kandidat sei.
Hindenburg verfehlte im ersten Wahlgang mit 49,5 Prozent der Stimmen die absolute Mehrheit knapp. Thälmann konnte 4.983.341 Stimmen für sich gewinnen, erreichte damit ein Ergebnis von 13,2 Prozent und konnte sich im Vergleich zur letzten Reichstagswahl im Juli 1930 um 400.000 Stimmen bzw. 0,1 Prozentpunkte verbessern. In den großen Arbeiterstädten wie Berlin und Hamburg musste die Partei allerdings erhebliche Verluste hinnehmen. Damit war deutlich, dass die KPD die Mehrheit der wegen der Unterstützung Hindenburgs enttäuschten SPD-Anhänger trotz der Polarisierung zur Verhinderung Hitlers als Reichspräsidenten nicht für sich gewinnen konnte. Nichtsdestoweniger entschied die KPD, Thälmann auch im zweiten Wahlgang antreten zu lassen. Gemäß dem Willen Stalins sollte sich die Partei im Wahlkampf vor allem auf die SPD als „gemäßigten Flügel des Faschismus und Zwillingsbruder des Hitlerfaschismus“ als Teil der Sozialfaschismus-These konzentrieren. Im zweiten Wahlgang verblieben mit Hindenburg, Hitler und Thälmann nur noch drei Kandidaten, unter denen Hindenburg mit der absoluten Zahl der Stimmen die Wahl für sich entscheiden konnte. Der Zuspruch für Thälmann sank auf 3.706.759 Stimmen, die nur noch 10,2 Prozent der abgegebenen gültigen Stimmen entsprach.

#### Kampf gegen die SPD

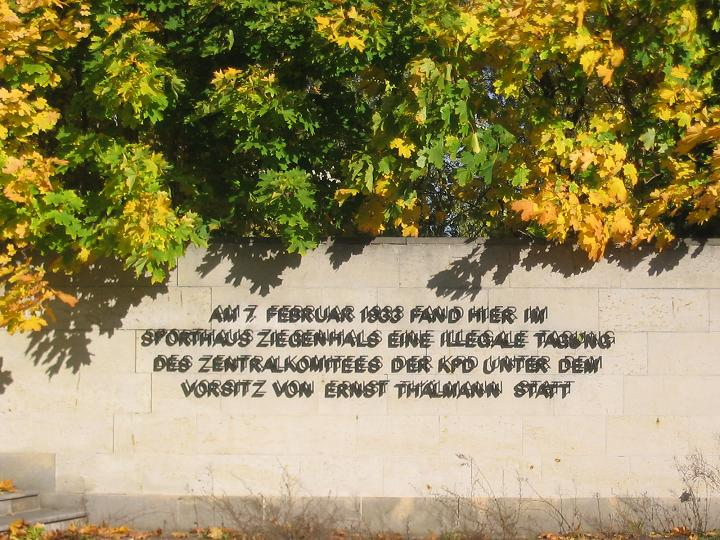
Inschrift am Sporthaus Ziegenhals über die illegale Sitzung im Februar 1933

Auf dem 12. Parteitag der KPD vom 9. bis 15. Juni 1929 in Berlin-Wedding ging Thälmann angesichts der Ereignisse des Blutmais, der sich dort zuvor zugetragen hatte, auf deutlichen Konfrontationskurs zur SPD. Außenpolitisch kritisierte er die Nationalsozialisten, die nicht für die Anträge der KPD stimmten, die einen Austritt aus dem Völkerbund und eine Beseitigung der Reparationslasten des Young-Plans verfolgten.
Gegen den stärker werdenden Nationalsozialismus propagierte er kurze Zeit später eine „Antifaschistische Aktion“ als „Einheitsfront von unten“, also unter Ausschluss der SPD-Führung, um diese als Verräter der Arbeiterklasse zu „entlarven“. Dieses Vorgehen entsprach der Sozialfaschismusthese der Komintern. Die Zerschlagung der SPD blieb ein zentrales Ziel der KPD. Dennoch fasste die KPD unter Thälmann nach der Entmachtung der preußischen SPD-Regierung einen Aufruf zum Generalstreik, um den Staatsstreich abzuwehren, den die Sozialdemokraten ablehnten. Im Vorfeld der Reichstagswahl im November 1932, bei der die NSDAP eine empfindliche Stimmeneinbuße verzeichnen würde, schienen die Nationalsozialisten auf einem absteigenden Ast. Dies veranlasste Thälmann zu der Annahme, dass der Nationalsozialismus zurückgedrängt und die Sozialdemokratie der einzige Feind der KPD sei.
Dennoch lehnte die KPD eine Woche vor der Machtübergabe an Hitler im Januar 1933 ein Angebot der SPD-Führung zur Einheitsfront als Angriff auf die „wahrhafte Einheit der Arbeiterklasse“ ab und sprach ihm die Ernsthaftigkeit als „Einheitsfrontmanöver“ ab. Am 30./31. Januar 1933 bot wiederum die KPD-Führung der SPD, dem ADGB, dem AfA-Bund, den christlichen Gewerkschaften und der „proletarischen Öffentlichkeit“ die Aktionseinheit gegen die Hitler-Hugenberg-Papen-Regierung an und forderte zum Generalstreik und zu Massendemonstrationen auf. Das württembergische Industriedorf Mössingen gilt als deutschlandweit einziger Versuch eine Regierung Adolf Hitlers durch die Teilnahme an einen landesweiten Generalstreik zu vereiteln, der als Mössinger Generalstreik bekannt wurde. Am 7. Februar des Jahres fand im Sporthaus Ziegenhals bei Königs Wusterhausen eine vom Zentralkomitee einberufene Tagung der politischen Sekretäre, ZK-Instrukteure und Abteilungsleiter der KPD statt. Auf dem von Herbert Wehner vorbereiteten Treffen sprach Thälmann zum letzten Mal vor leitenden KPD-Funktionären zu der am 5. März 1933 bevorstehenden Reichstagswahl.

## Ehrungen

### Karl-Liebknecht-Haus

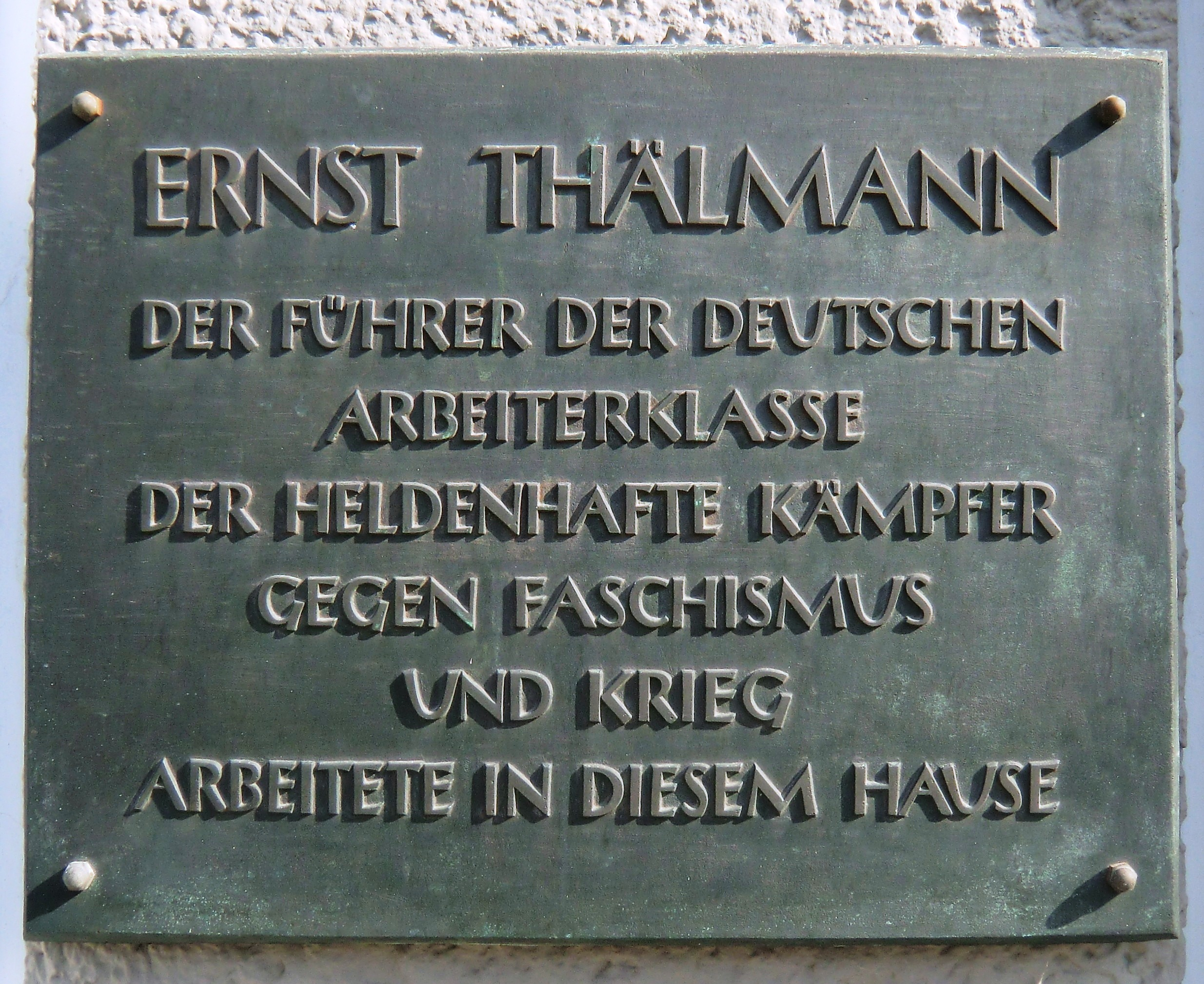
Gedenktafel am Karl-Liebknecht-Haus in Berlin

Nachdem das durch die Schlacht um Berlin schwer zerstörte Karl-Liebknecht-Haus wiederaufgebaut worden war, enthüllte der Präsident der DDR Wilhelm Pieck am ehemaligen Sitz der KPD und Arbeitsstätte Thälmanns im Rahmen einer Massenveranstaltung am 16. April 1952 eine Gedenktafel zu Ehren des KPD-Vorsitzenden im Eingangsbereich des Hauses. In den Jahren 1978 bis 1980 wurde der Erdgeschoßbereich aufwendig zur größten Thälmann-Gedenkstätte der DDR umgebaut. Neben Fotos, Plakaten und Publikationen wurden auch Handschriften Thälmanns ausgestellt sowie Modelle der Haftanstalt Bautzen und des Krematoriumhofs des ehemaligen KZ Buchenwalds. Die Gedenkstätte verfügte über eine Schallplattenaufnahme als einzig bekannte Aufzeichnung der Stimme Thälmanns aus dem Reichstagswahlkampf 1928. Nach der Auflösung der Gedenkstätte ging die Schallplatte in den Fundus des Deutschen Historischen Museums über.

### Ernst-Thälmann-Park

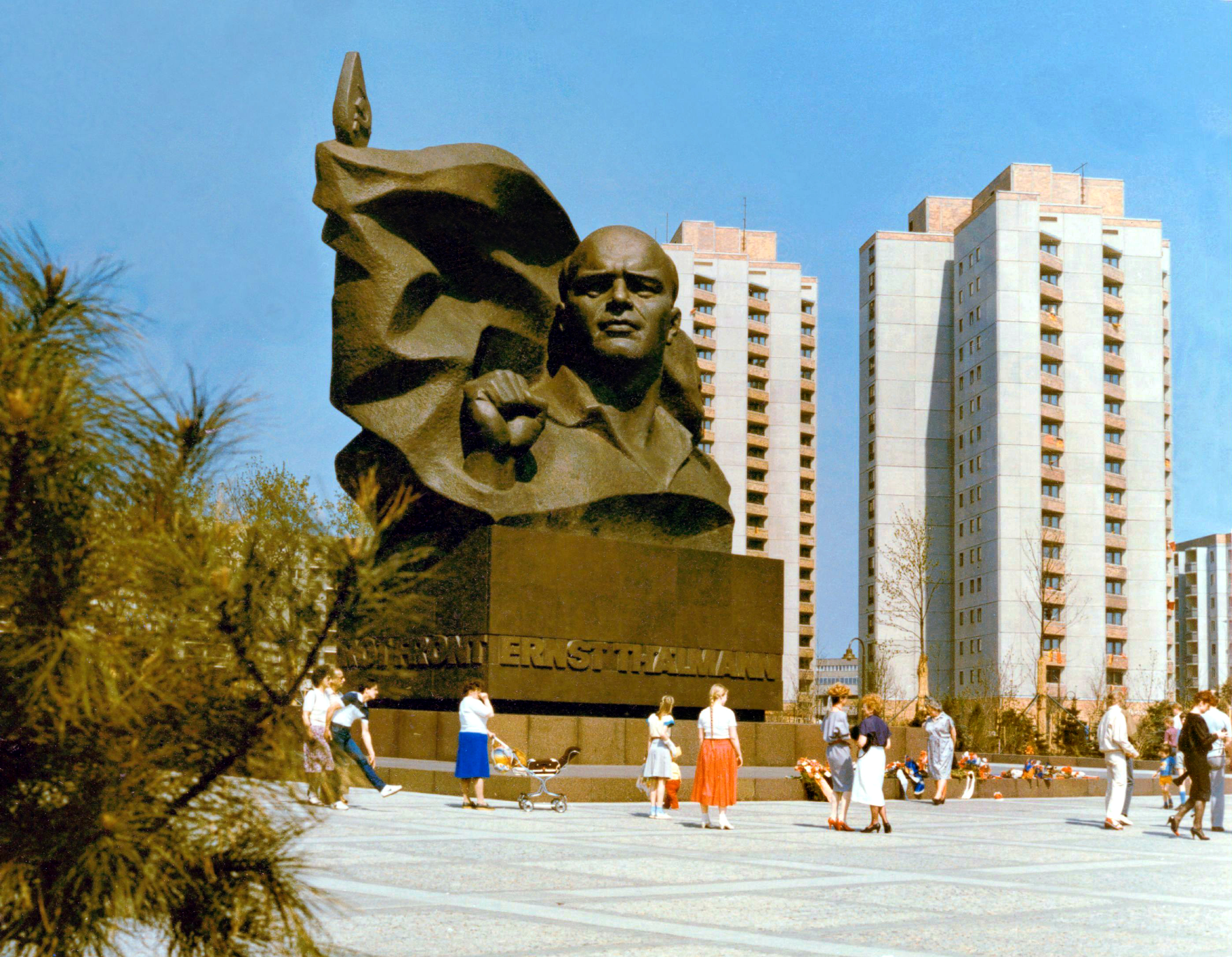
Ernst-Thälmann-Denkmal von Lew Kerbel im Ost-Berliner Ernst-Thälmann-Park nach seiner Enthüllung im Mai 1986

Im Berliner Ortsteil Prenzlauer Berg befindet sich zu Ehren von Ernst Thälmann eine Kolossalstatue. Das Thälmann-Denkmal wurde vom sowjetischen Bildhauer Lew Kerbel geschaffen. Die Enthüllung erfolgte am 15. April 1986 in der heute ebenfalls unter Denkmalschutz stehenden Ernst-Thälmann-Parkanlage. Am Folgetag begann an Thälmanns hundertstem Geburtstag der XI. Parteitag der SED in Berlin. Die Siedlung Ernst-Thälmann-Park ist eine Wohn- und Parkanlage mit einer Gesamtfläche von 25 Hektar, wovon 16 ha auf die reinen Park- und Grünflächen entfallen. Aus Anlass der 750-Jahr-Feier Berlins im Jahr 1987 würdigte die DDR die neu entstandene Wohn- und Parkanlage durch Ausgabe eines Briefmarkenblocks.
Das 14 Meter hohe und 15 Meter breite Ernst-Thälmann-Denkmal aus Bronze steht auf einem Sockel aus ukrainischem Granit. Es ist 50 Tonnen schwer und wurde aus 272 Einzelteilen gefertigt. Den Hauptteil des Denkmals nimmt eine Büste Thälmanns ein. In der Bluse des Rotfrontkämpferbundes erhebt er die rechte Faust zum Gruß. Hinter ihm weht eine stilisierte Arbeiterfahne. Der Sockel trägt, jeweils in Großbuchstaben, vorne die Inschrift „Ernst Thälmann“ und an den Seiten „Rotfront“. Zum Denkmal gehörten an den Seiten des Vorplatzes zwei bronzene Stelen auf Granitsockeln, die der Rat des Stadtbezirks Prenzlauer Berg am 11. Juli 1990 entfernen ließ. Sie befinden sich seit 2012 in der Dauerausstellung Enthüllt. Berlin und seine Denkmäler in der Zitadelle Spandau.
Nach etlichen Diskussionen und von Bürgern vertretenen Meinungen hat der Senat von Berlin das Ensemble aus Parkanlage mit Wohnhäusern und das Denkmal 2014 unter Denkmalschutz gestellt. Zur Begründung heißt es: Das Wohngebiet sei „eine Leistungsschau des real existierenden Sozialismus“. Im Jahr 2019 lobte das Bezirksamt Pankow einen Wettbewerb zur „künstlerischen Kommentierung“ des Ernst-Thälmann-Denkmals aus. Darin wurde zur kritischen Auseinandersetzung mit Geschichte und Gegenwart des Ernst-Thälmann-Denkmals sowie zu innovativen Konzepten für die Belebung des Ortes aufgerufen. Auf fünf farbigen Betonelementen können Anwohner und Passanten zukünftig verweilen. Das Zentrum der künstlerischen Auseinandersetzung bilden 10 Kurzfilme, die über QR-Codes an den benutzbaren Sockeln aufgerufen werden können.

### Ausgewählte Gedenkorte

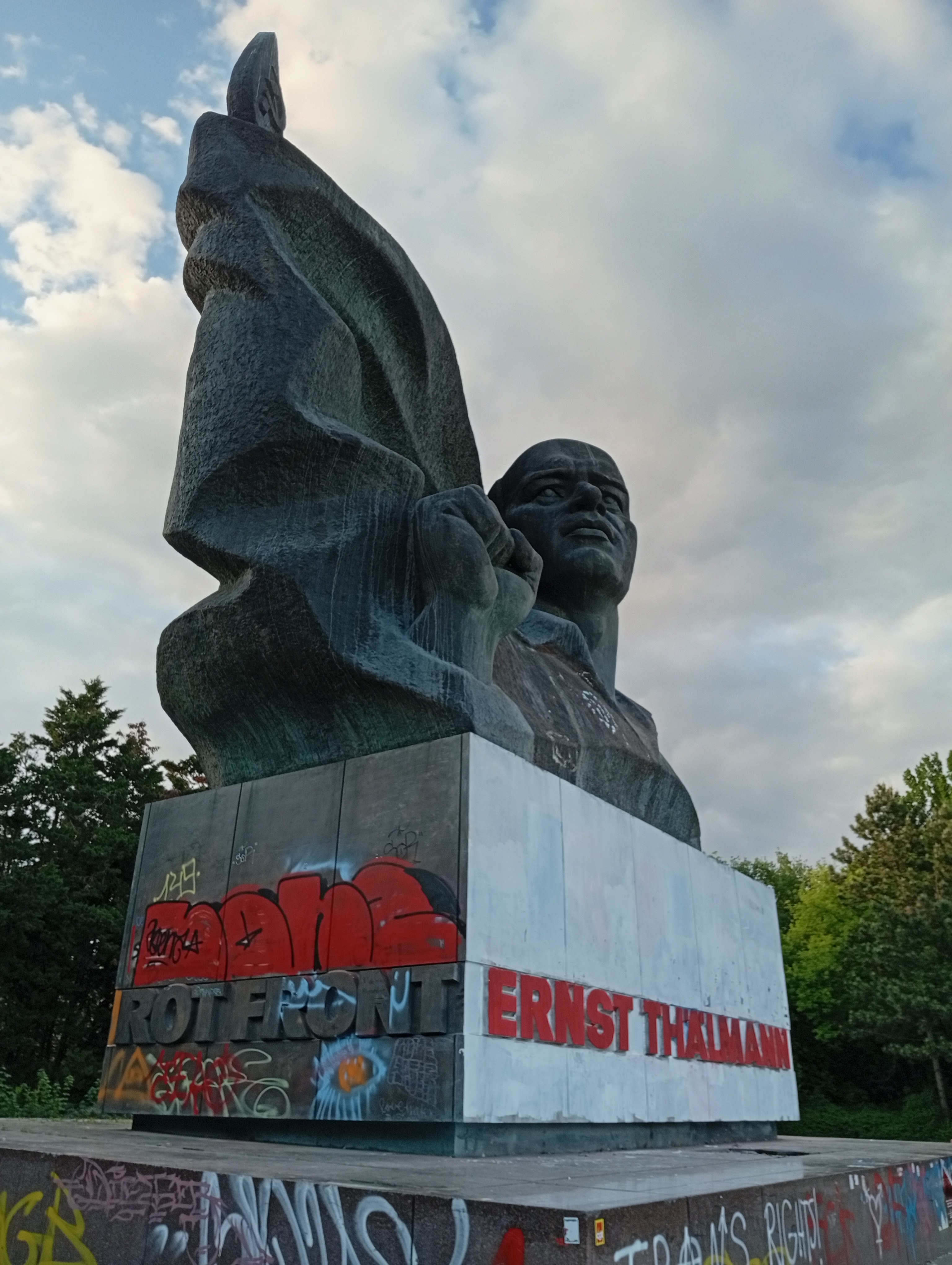
Ernst-Thälmann-Denkmal im Ernst-Thälmann-Park, aufgenommen zum 80. Jahrestag des Kriegsendes am 8. Mai 2025

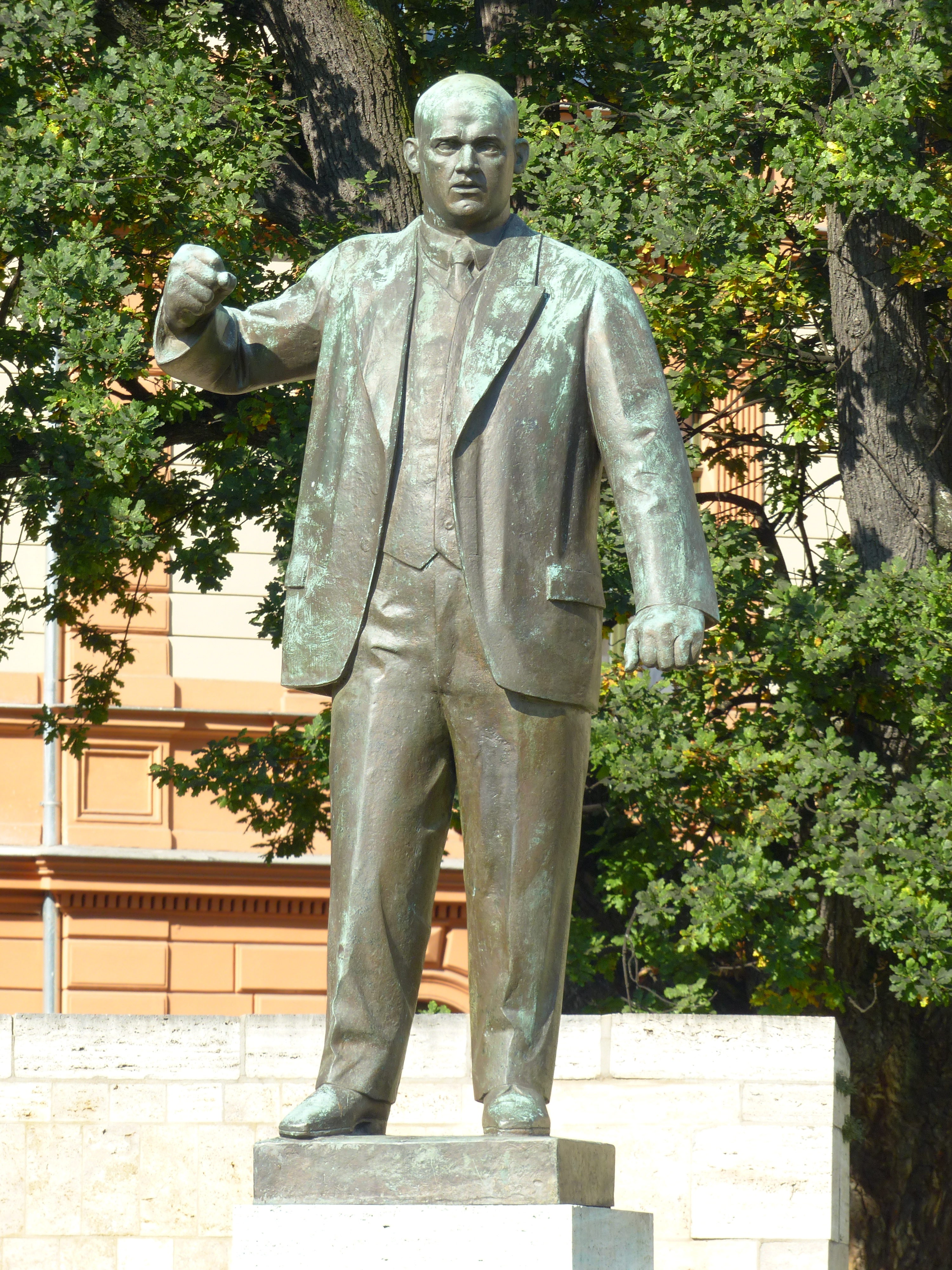
Ernst-Thälmann-Denkmal am heutigen Buchenwaldplatz in Weimar
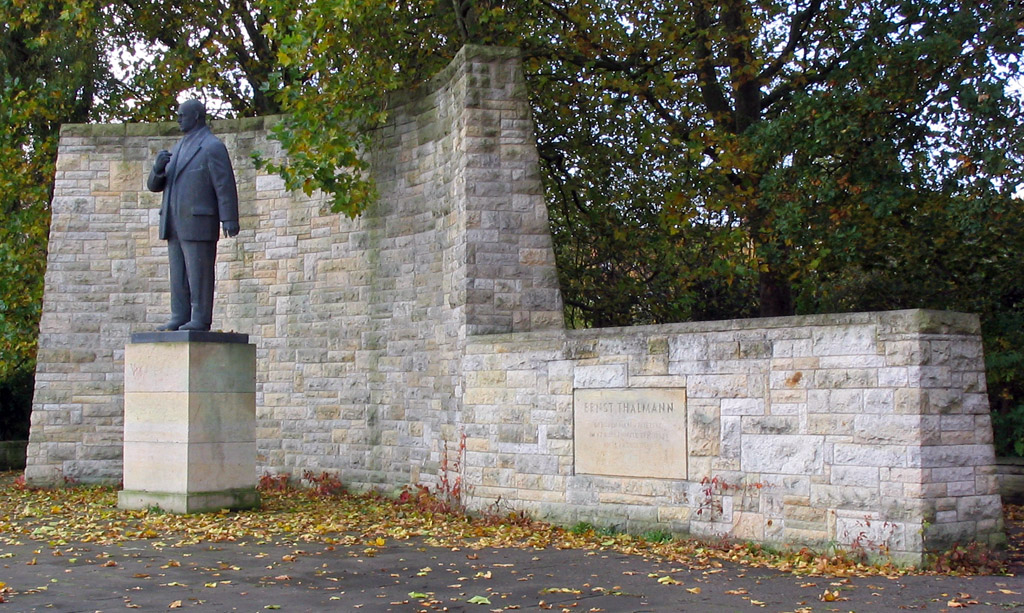
Ernst-Thälmann-Denkmal an der Sundpromenade in Stralsund
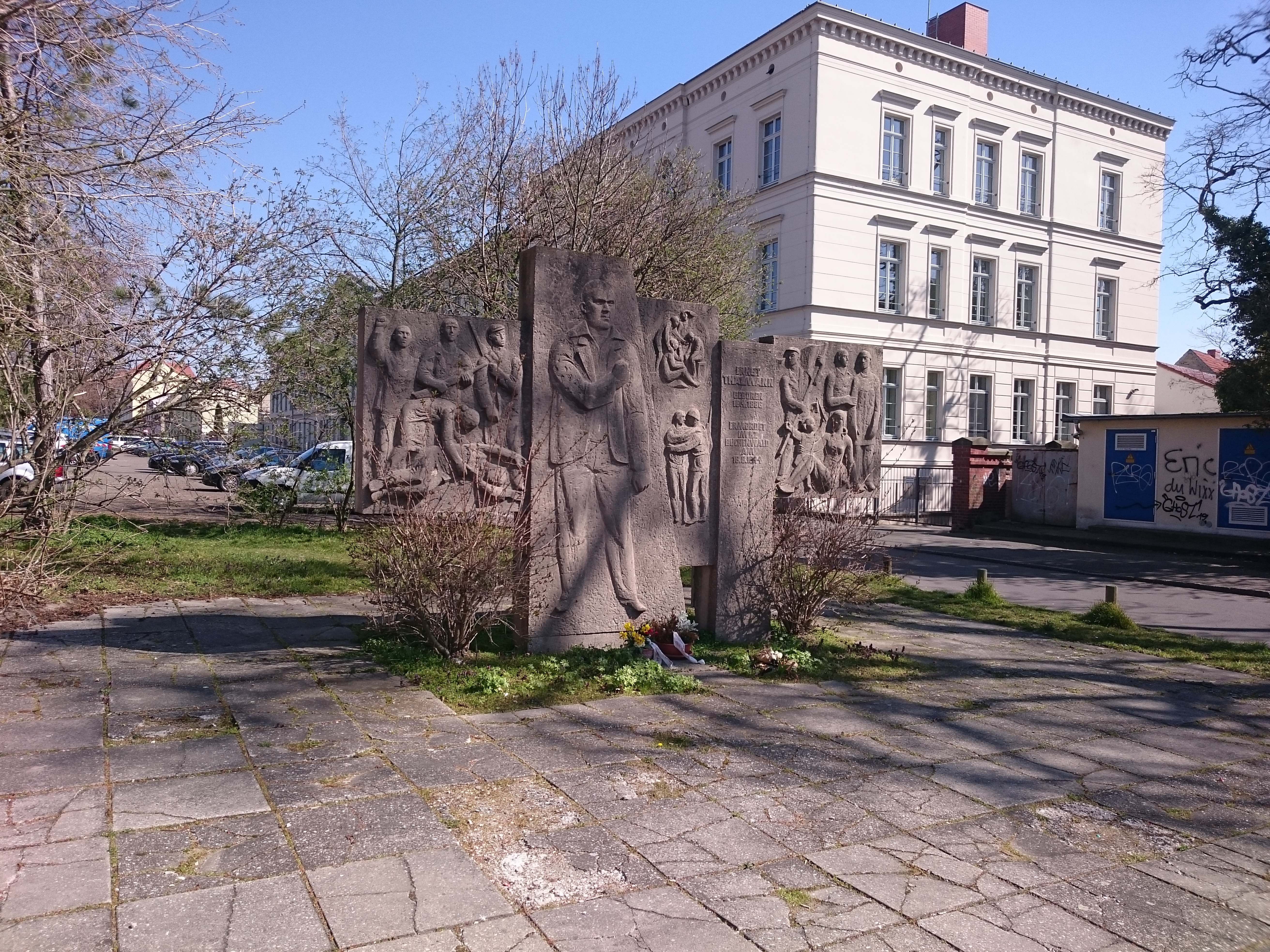
Ernst-Thälmann-Denkmal an der heutigen Promenade in Torgau
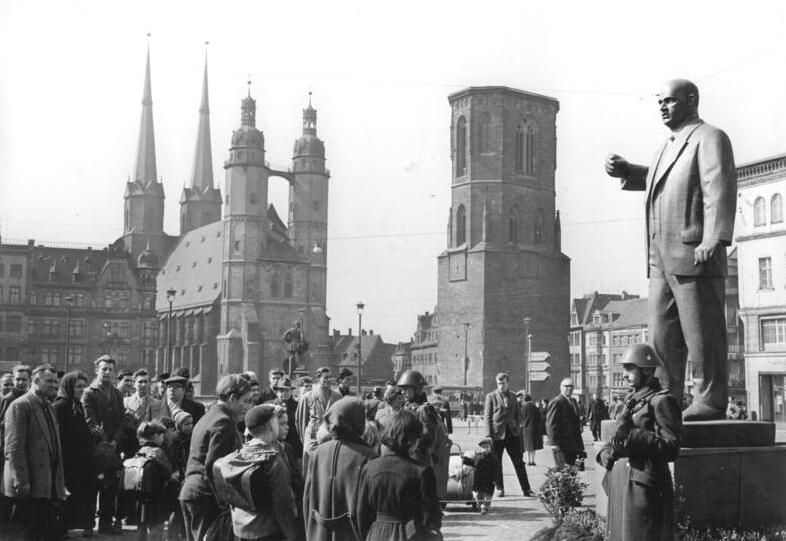
Ehemaliges Denkmal in Halle (Saale), heutiger Standort durch Schenkung in Puschkin, Russland

### Weitere Darstellung Thälmanns in der bildenden Kunst (Auswahl; ohne Plakate)
- Walter Arnold: Ernst Thälmann (um 1958, Statue, Bronze, Höhe: 300 cm)[74]
- Fritz Baust: Ernst Thälmann 1930 (1953, Öl, 270 × 165 cm)[75]
- Erwin Damerow und Fritz Nolde (Künstlerkollektiv Kranolda): Ernst Thälmann (1952, Porträtbüste, Gips, getönt)[76]
- Hartwig Ebersbach: Ernst Thälmann (1975, Öl; Museum der Bildenden Künste Leipzig)[77]
- Max Grabowski: Thälmann spricht (1952, Öl)[78]
- Kurt Loose: Ernst Thälmann (1952, Porträtbüste, Gips, getönt)[79]
- Otto Maerker: Ernst Thälmann (Statuette, Bronze, 59 cm)
- Johannes Friedrich Rogge: Ernst Thälmann (um 1953, Porträtbüste, Bronze)[80]
- Fritz Skade: Ernst Thälmann spricht auf der Radrennbahn Dresden-Reick 1932 (1951, Öl)[81]
- Heinrich Vogeler: Ernst Thälmann ruft (um 1935, Zeichnung; Kupferstichkabinett Berlin)[82]

### Sonstige Ehrungen

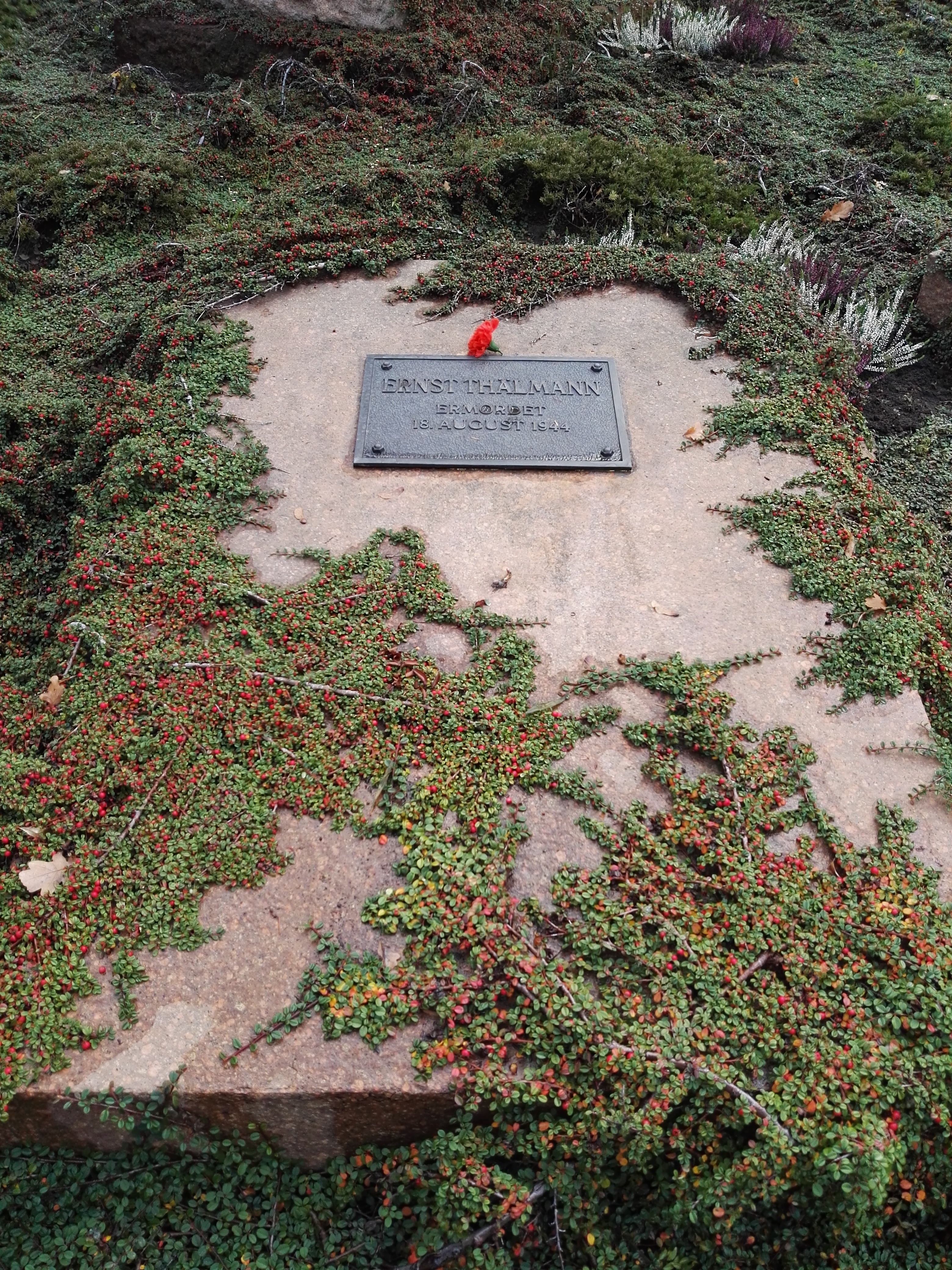
Symbolisches Grab Ernst Thälmanns in der Gedenkstätte der Sozialisten in Berlin

In der DDR wurde Thälmann als „Führer der deutschen Arbeiterklasse“ geehrt. Dies führte zur Errichtung zahlreicher Denkmäler ihm zu Ehren sowie zur Benennung von Straßen und Schulen mit seinem Namen. Teilweise wurden diese nach der Wiedervereinigung Deutschlands 1990 wieder umbenannt, teilweise blieben ihre Namen bestehen. 1946 wurde in Hamburg die Eimsbütteler Straße in „Ernst-Thälmann-Straße“ umbenannt. Unter dem Eindruck des ungarischen Volksaufstandes gegen die sowjetischen Truppen der Roten Armee bekam sie am 16. Januar 1956 den Namen „Budapester Straße“.
Nach Ernst Thälmann wurden des Weiteren benannt:
- das Thälmann-Bataillon der Internationalen Brigaden im Spanischen Bürgerkrieg
- die Pionierorganisation „Ernst Thälmann“ als Massenorganisation für Kinder in der Sowjetischen Besatzungszone und späteren DDR
- die Offiziershochschule der Landstreitkräfte „Ernst Thälmann“ in Löbau und Zittau
- das Ernst-Thälmann-Stadion in Potsdam als Heimstätte der SG Dynamo Potsdam und Turbine Potsdam
- das Ernst-Thälmann-Stadion in Chemnitz als Heimstätte des Chemnitzer FC
- das Schwermaschinenbau-Kombinat „Ernst Thälmann“ (SKET) in Magdeburg
- das Fahrzeug- und Jagdwaffenwerk „Ernst Thälmann“ in Suhl
- der Thälmannplatz und die anliegende gleichnamige U-Bahnstation in Berlin
- der Thälmannplatz in Halle (Saale)
- die Ernst-Thälmann-Insel in der Nähe der kubanischen Schweinebucht
- das Thälmann-Fjord auf der Bolschewik-Insel im Arktischen Ozean
- die Thälmannberge in der Antarktis
- die Ernst-Thälmann-Siedlung in Eisleben
- die Ernst-Thälmann-Siedlung in Viereck
- die Ernst-Thälmann-Siedlung in Ziltendorf
- die Thälmannsiedlung in Malchow

Seit 1969 gibt es in Hamburg die private „Gedenkstätte Ernst Thälmann“ mit musealen Charakter und zugehörigen Archiv in seinem ehemaligen Wohnhaus am 1985 nach ihm benannten „Ernst-Thälmann-Platz“. In der jetzigen Justizvollzugsanstalt Bautzen befindet sich die aufgearbeitete Einzelhaftzelle Thälmanns im Originalzustand, die durch einige Gedenkelemente ergänzt wurde.
Für Ernst Thälmann wurden mehrere Stolpersteine in verschiedenen Städten verlegt:
- in der Tarpenbekstraße in Hamburg-Eppendorf vor der letzten Wohnstätte Thälmanns
- vor dem Hamburger Rathaus zusammen mit den anderen Mitgliedern der Bürgerschaft, die Opfer des Nationalsozialismus wurden
- in der Rielasinger Straße in Singen mit Rosa und Irma Thälmann, die von hier aus ins Frauen-KZ Ravensbrück deportiert wurden, „um auf diese Weise die Erinnerung an das Schicksal der Familie zu bewahren“[85]

Seit 1992 erinnert am Berliner Platz der Republik am Eingang des temporären Besucherzentrums Deutscher Bundestag eine der 96 Gedenktafeln zur Erinnerung an von den Nationalsozialisten ermordeten Reichstagsabgeordneten an Ernst Thälmann.
In der Sowjetunion und ihren Nachfolgestaaten existierten oder existieren mehrere nach Thälmann benannte Ortschaften, teils gegründet von deutschsprachigen Minderheiten, darunter:
- Ernst-Thälmann-Platz samt Denkmal an der Station Aeroport der Metro Moskau am „Leningrader Prospekt“
- Selo imeni Telmana, ehemals jüdische Kolchose in der Jüdischen Autonomen Oblast in Russland (später Siedlung städtischen Typs, heute Dorf), unweit Chabarowsk
- Telmanowe, ukrainische Siedlung städtischen Typs in der Oblast Donezk
- Telman, Ortschaft und Haltepunkt am russischen Abschnitt der Transmongolischen Eisenbahn

## Rezeption

### Weimarer Republik
Schon zu Lebzeiten wurde Thälmann auch von der Linken zum Teil scharf kritisiert. Die damalige KPD-Führung stand dem unter seiner Führung stehenden Hamburger Aufstand kritisch gegenüber. In seiner Zeit als Chef der KPD unterwarf Thälmann die deutschen Kommunisten der Hegemonie der Kommunistischen Partei der Sowjetunion. Anhänger eines unabhängigen Kurses wurden aus der Partei gedrängt.
Clara Zetkin, die im April 1925 mit ihrer Polemik gegen Thälmanns Amtsvorgängerin Ruth Fischer vor dem Exekutivkomitee der Komintern mithalf, diesen an die Spitze der Partei zu bringen, charakterisierte die KPD unter Thälmann im September 1927 als „schwach und unfähig“, geprägt durch „Herausbildung kleiner Kliquen, persönliches Intrigieren, Gegeneinanderarbeiten“. Einem scheinbar hilflosen Thälmann attestiert sie, dass er „… kenntnislos und theoretisch ungeschult ist, in kritiklose Selbsttäuschung und Selbstverblendung hineingesteigert wurde, die an Größenwahnsinn grenzt und der Selbstbeherrschung mangelt …“ Für Zetkin schwanke Thälmann „zwischen Anfällen einer richtigen Einschätzung der Lage und ihrer Konsequenzen und Anfällen tobender Abwehr dagegen“, so dass er „sich in Widerspruch zu sich selbst jeden Tag anders einstellen“ könne. In einem Brief an Zetkin Ende November 1928 charakterisiert August Thalheimer, der ehemalige führende Theoretiker der KPD, kurz vor dessen Gründung der KPO die „oberen und mittleren Parteispitzen“ der KPD unter Thälmann als geprägt durch „Fäulnis, Unfähigkeit, Perfidie, Borniertheit und Verblendung“.
Der Beiname Teddy für Ernst Thälmann fungierte anfangs als illegaler Deckname und entwickelte sich zum „vertrauten, populären Synonym“ für seine Person.:30

### Bundesrepublik Deutschland
Der Historiker Götz Aly kritisiert Thälmanns Rolle im Hamburger Aufstand und weiterhin dessen Unterstützung der Sozialfaschismustheorie, mit der er die SPD zum Hauptfeind erklärte und so den Untergang der Weimarer Republik förderte.
Die Strategie der KPD während der Weimarer Republik, in der SPD einen Hauptfeind zu sehen, wird als Schwächung der antifaschistischen Kräfte betrachtet. Der Kommunismus-Forscher Hermann Weber urteilt kritisch: „Thälmann muss bei allem Respekt für seine Standhaftigkeit in Hitlers Kerker nachgesagt werden, dass er nur ein Provinzpolitiker mit demagogischem Talent war.“ Klaus Schroeder, der Leiter des Forschungsverbundes SED-Staat an der Freien Universität Berlin, stellt in dem Artikel Warum wir Thälmann nicht ehren sollten fest, dass der „KPD-Führer ein Gegner der Demokratie“ war.

### Deutsche Demokratische Republik
Die Gründung der späteren Staatspartei SED hatte verstärkte Bemühungen zur Folge, das Andenken an Thälmann in der SBZ und nachfolgenden DDR wachzuhalten. Er galt für die Partei durchgängig als „Deutschlands unsterblicher Sohn“ und „bedeutendster Arbeiterführer“ und fand als idealisierte politisch-ideologische Leitfigur Eingang im Erziehungs- und Bildungssystem. In diesem Zusammenhang war auch die politische Massenorganisation für Kinder in der DDR nach Thälmann benannt. Die Staatsoberhäupter der DDR von Wilhelm Pieck über Walter Ulbricht zu Erich Honecker inszenierten sich hierbei in persönlicher wie politische Traditionslinie zu Thälmann, um aus dieser einen Berechtigungsanspruch abzuleiten. Basierend auf der Leitfigur Thälmann berief man sich im eigenen wie staatlichen Handeln auf die vorbildhaften Thälmannschen Traditionen, deren Bestandteil waren:
- die systematische und umfassende Aneignung und Anwendung des Marxismus-Leninismus,
- eine konsequente Verwirklichung der marxistisch-leninistischen Lehre der SED als Partei,
- die Verbundenheit mit den Massen samt der Entwicklung einer wirksamen breiten Massenpolitik und
- ein Einstehen im Geiste des proletarischen Internationalismus sowie
- die seit 1974 in der DDR-Verfassung fixierte und unverbrüchliche Verbundenheit mit der KPdSU und der Sowjetunion.[90]

### Filme
- Ernst Thälmann – Sohn seiner Klasse, DEFA-Spielfilm, 1953/1954, lit. Szenarium: Willi Bredel u. Michael Tschesno-Hell.
- Ernst Thälmann – Führer seiner Klasse, DEFA-Spielfilm, 1954/1955, lit. Szenarium: Willi Bredel u. Michael Tschesno-Hell.
- Teddy. DEFA-Dokumentarfilm, 1973, Regie: Volker Koepp.[91]
- Drei Geschichten um Teddy, DEFA-Trickfilm, 1974, Regie: Jörg d’Bomba.[92]
- Aus meiner Kindheit, DEFA-Spielfilm, 1974/1975, Regie: Bernhard Stephan.[93]
- Ernst Thälmann, 2-teiliger TV-Spielfilm, Fernsehen der DDR, 1984–1986, Regie: Ursula Bonhoff (1. Teil), Georg Schiemann (2. Teil).[94]
- Ernst Thälmann – Wie er wirklich war, Dokumentarfilm, Mitteldeutscher Rundfunk, 2009.

### Musik
- Erich Weinert (Schriftsteller) und Paul Arma (Komponist) schufen 1934 das Lied Für den Kameraden Thälmann: Hoch die Faust.

- Der Komponist Günter Kochan schuf 1959 die Kantate Ernst Thälmann für gemischten Chor und Orchester (Text: Max Zimmering).
- Der britische Komponist Cornelius Cardew schrieb 1975 die Thälmann Variations für Klavier solo. Das Stück wurde 1986 veröffentlicht.

## Publikationen
- Locarno, der neue Kriegspakt. Rede in der Sitzung des deutschen Reichstags am 24. November 1925. Vereinigung Internationaler Verlagsanstalten, Berlin 1925, DNB 577974084.
- Der Kampf um die Gewerkschaftseinheit und die deutsche Arbeiterklasse. Referat und Schlußwort auf dem 10. Parteitag der KPD. Vereinigung Internationaler Verlagsanstalten, Berlin 1925, DNB 577974076.
- Für die proletarische Einheitsfront. Rede. Vereinigung Internationaler Verlagsanstalten, Berlin 1927, DNB 57797405X.
- Wedding gegen Magdeburg (revolutionärer Befreiungskampf oder kapitalistische Sklaverei). Internationaler Arbeiter-Verlag, Berlin 1929, DNB 576662453.
- Die Eroberung der Mehrheit der Arbeiterklasse. Bericht des Genossen Thälmann über die Tagung des erweiterten Präsidiums des EKKJ. Internationaler Arbeiter-Verlag, Berlin 1930, DNB 577974068.
- Vorwärts unter dem Banner der Komintern. Rede auf der Tagung des ZK der KPD am 14. Mai 1931. Internationaler Arbeiter-Verlag, Berlin 1931, DNB 576662437.
- Volksrevolution über Deutschland. Rede auf dem Plenum des ZK der KPD. Internationaler Arbeiter-Verlag, Berlin 1931, DNB 576662429.
- Katastrophe oder Sozialismus? Ernst Thälmanns Kampfruf gegen die Notverordnungen. Internationaler Arbeiter-Verlag, Berlin 1931, DNB 576662380.
- Kampfreden und Aufsätze. Verlagsgenossenschaft ausländischer Arbeiter, Moskau 1931, DNB 576662372.
- Die Lage in Deutschland und die Aufgabe der Kommunistischen Partei Deutschlands. 11. Plenum des EKKI. Hoym-Verlag, Hamburg 1931, DNB 576662399.
- Wie schaffen wir die Rote Einheitsfront? Thälmanns Antworten auf 21 Fragen von SPD-Arbeitern! Verlag Antifaschistische Organisation, Berlin 1932, DNB 576662461.
- Was will die antifaschistische Aktion? Schneller, Berlin 1932, DNB 576662445.
- Paris–Berlin – Unser Kampf gegen den imperialistischen Krieg, gegen Versailles. Für die soziale und nationale Befreiung. Schneller, Berlin 1932, DNB 576662402 (mit Maurice Thores).
- Im Kampf gegen die faschistische Diktatur – Rede und Schlußwort des Genossen Ernst Thälmann auf der Parteikonferenz der KPD. KPD, Berlin 1932, DNB 576662364.
- Der revolutionäre Ausweg und die KPD. Rede auf der Plenartagung des ZK der KPD am 19. Februar 1932 in Berlin. Internationaler Arbeiter-Verlag, Berlin 1932, DNB 576662321.
- Arbeitende Jugend im Kampf gegen Faschismus und imperialistischen Krieg. (Rede auf der Plenartagung des ZK des KJVD). 1932, DNB 576662356.
- Für die proletarische Einheitsfront. Rede. 1933, DNB 576662348.

Postum erschienen:
- Antwort auf Briefe eines Kerkergenossen. Dietz Verlag, Berlin 1961, DNB 455032408.
- Ausgewählte Reden und Schriften in zwei Bänden. Frankfurt am Main, 1977, DNB 780254376.
- Ernst Thälmann und die Jugendpolitik der KPD. Verlag Junge Welt, Berlin 1984, DNB 871369486.
- Ernst Thälmann: Zur Machtfrage. Reden, Artikel und Briefe 1920–1935. Verlag Dietz, Berlin 1982, DNB 830417443.
- Briefe – Erinnerungen. Dietz Verlag, Berlin 1986.
- Erfüllt die Gewerkschaften mit dem Geist des Klassenkampfes. Verlag Tribüne, Berlin 1986, ISBN 3-7303-0008-3.
- Die Massen mobilisieren „bevor die Imperialisten die Kriegsfackel entzünden!“ Ernst Thälmann über den Kampf um den Frieden. Eine Dokumentation. Parteihochschule Karl Marx, Berlin 1988, DNB 891033750.
- An Stalin. Briefe aus dem Zuchthaus 1939 bis 1941. Karl Dietz Verlag, Berlin 1996, ISBN 3-320-01927-9.